# Dr.STONE 新石紀
《Dr.STONE 新石紀》（Dr.STONE）是日本漫畫家稻垣理一郎（原作）和Boichi（作畫）創作的一部少年科學題材日本漫畫作品，該作於2017年3月在日本集英社漫畫雜誌《週刊少年Jump》上連載，至2022年3月連載結束。2019年7月5日開始播映同名電視動畫。
漫畫家Boichi在《週刊少年Jump》第48期同時連載獨自創作番外篇作品《Dr.STONE reboot：百夜》，2019年10月28日開始連載，稻垣理一郎於自己的Twitter上提到此外傳系列預計共9話。在2019年12月13日，動畫第一季結束時，宣布製作第二季。動畫第二季《Dr.STONE 新石紀 STONE WARS》於2021年1月14日開播。
在2021年12月19日，2022年夏預定開播動畫特別篇《Dr.STONE 新石紀 龍水》。2022年7月10日，宣布將製作動畫第三季《Dr.STONE 新石紀 NEW WORLD》於2023年4月6日開播。
2023年10月30日，宣佈於JUMP49期起，加畫三期短篇番外。
2023年12月21日，動畫第三季下篇結束時，宣布將製作動畫最終季（第四季）《Dr.STONE 新石紀 SCIENCE FUTURE》於2025年1月起分成三季度開播。

## 故事大綱
序章（漫畫1—12話；動畫第1季1—5話）
當高中生大木大樹向暗戀五年的對象小川杠告白時，世界上所有人被不明光線石化。3700年後，人類文明逐漸衰退。大樹重獲自由，他遇見了比自己更早醒來的好友千空，千空立志用自己的科學知識在這個「石之世界」中重建文明，他和大樹利用蝙蝠糞便和葡萄酒造出能讓解除石化的硝酸酒精溶液（復活液），在兩人遭獅群包圍時，他們復活了武術高強的獅子王司，而他也殺死了獅子。
雖然司起初和兩人保持友善，但他主張不應復活腐敗的成人，而千空的目標是復活每一個人，因此司展露出敵意。在復活杠之後，千空、大樹和杠前往箱根製備火藥，作為與司抗衡的底牌。由於杠被司挾持並當成人質，千空只好說出復活液的配方，之後被司打斷後頸，而司則被火藥逼退，而該次爆炸也讓在當地周遭的其他人升起了狼煙。
第一章「Stone World The Beginning」（漫畫13—45話；動畫第1季5—17話）
大樹利用復活液溶掉殘留在千空後頸的石殼，石化解除後連帶治好了斷頸，由於解除石化具有治療效果，大樹認為這個現象可以稱為「Dr.Stone」。千空派大樹和杠作為眼線監視司的陣營，而自己則是找到升起狼煙的少女琥珀並發現她的村落「石神村」，建立「科學王國」與司對抗。千空獲得了村民的信任，並得知村落建立的過程：石神千空的父親石神百夜是JAXA太空人，上太空的三天後，地球便遭石化光線籠罩。他和其他五名同僚返回地球後勉強求生，建立了石神村，編寫一百首詩歌「百物語」傳承生存智慧，並透過百物語將重建文明的希望託付給千空。
第二章「Stone Wars」（漫畫46—82話；動畫第1季18—24話；動畫第2季全11話）
司持續復活青年並破壞老人石像，建起自己的帝國，而千空等人製造出無線電和戰車，主動朝司帝國進攻，將他們全部制服，奪回可製造復活液的洞窟。千空再度製出肥皂並以其副產品甘油製出硝化甘油，無法與之抗衡的司停戰後與千空達成交易。在千空治好司的妹妹未來之後，司遭到冰月背叛刺傷。千空和司聯手擊倒冰月後，千空製造冷凍庫將司冰凍起來，待破解石化之謎後再將其解凍治好。科學王國吸納了司帝國的居民，並且修補被司擊碎的石塊，人口擴張到150人左右。
第三章「Dr.Stone」（漫畫83話—138話；動畫特別篇全2話；動畫第3季1—20話）
為探究石化之謎，千空準備啟程至石化發生源南美洲，他們促進了農耕和畜牧技術，並完成引擎的「科學船・珀爾修斯號」。千空率領成員出航前往百夜等人曾經居住的島嶼「寶島」，與島上的統治者荊棘及其部下交戰，並奪得石化裝置、取得勝利。位於石神村的琉璃用無線電向千空詢問進展，但通訊卻遭到攔劫，攔截者以千空的聲音發出了足以將整個地球石化的石化裝置啟動指令。
第四章「石化的真相」（漫畫139話—212話；動畫第3季20—22話；動畫第4季1-）
千空推估發訊源位於月球，並將發訊者稱為WHY人，為製造登月火箭，眾人出海籌備物資，首先前往美國尋找瑞德黃馬牙玉米來製作復活液裡的酒精。在抵達並找到玉米後，眾人遭到由前NASA科學家賽諾和狙擊手史丹利為首的武裝集團襲擊，歷經多次交戰和談判後，科學王國捉住賽諾，並以他為人質，要求他的部下和科學王國的部分成員種植玉米。而千空則率其餘成員前往南美洲，並同時應對史丹利的追擊。
在千空一行人抵達石化光線源頭巴西後，他們聯絡北美的同伴，讓同伴製造出啟動石化裝置所需的人工鑽石。雖然史丹利部隊將千空等人打得全軍覆沒，但千空利用北美的石化裝置和WHY人發出的週期性電波，讓地球再度石化，並在七年後靠著同伴解除石化。千空和賽諾協議以前往月球為目標合作，科學王國兵分三隊，兩組人馬在南美和北美從事生產製造，千空則率人在各地儲備材料，後回到日本完成電腦。
最終章「Stone To Space」（漫畫213話—232話；動畫第4季）
透過網際網路，眾科學家建造出登月火箭，千空等人登月後，發現WHY人即是石化裝置本身，且是寄生於智慧生命的機械生物。千空和WHY人談判，WHY人拒絕了千空的合作請求並離去，只有一個WHY人自願留在地球。數年後，文明逐漸復興，千空等人和WHY人合力製造時光機，以期回到過去阻止石化光線，拯救七十億人。

## 登場角色

### 科學王國
石神千空（／）
配音員：小林裕介、小松未可子（童年時期）（日本）；黃榮璋（香港）；賈文安（台灣）
本作主人公，16歲，出生於2004年1月4日，AB型血。於5738年4月1日石化中復活後，決定在蠻荒的世界上從無到有重建科學文明。他的思維方式高度邏輯化，具有廣博且具系統性的自然科學知識以及實踐的能力，對醫學也有涉略。弱點是體能較差、烹飪技術也不出色，此外他的運氣也不好。他有三個常用的口頭禪：在很有把握時會說「100億%」、認為某件事不可能時會說「1釐米」，對某事感到興奮時會用「真是讓人躍躍欲試啊」。
性格冷靜，略顯自傲，講話毒舌。重視合理性，不會對科學說謊，視科學為解決一切問題的方法，同時也對自己的科學知識很有自信。為達目的也會有不擇手段的傾向（這一點和中後期登場的七海龍水很合得來），並伴隨著道德感的降低，雖如此，但第一次接觸對科學與文明一無所知的石神村時，仍以循序漸進的方式逐步取得全村的信任。科學王國三賢人之一（另二位是淺霧幻和七海龍水），也是科學王國最聰明的「五智將」之一，強項是思考力。
科學王國面對戰爭時，為戰局的主要指揮與策劃者，並貫徹不傷害夥伴、不犧牲任何一個人等原則。
第一回及第二回人氣投票得第一名，第三、第四回人氣投票得第二名。
大木大樹（／）
配音員：古川慎、田村睦心（童年時期）（日本）；蔡威賢（香港）；宋昱璁（台灣）
千空的好友，頭腦簡單、四肢發達且個性誠實正直。於5738年10月5日石化中復活後，憑藉無窮盡的體力協助千空重建文明，對千空有絕對的信任，即便不理解千空發出指令的緣由，也會完全遵從。在千空綁架賽諾後，成了前進組的一員，跟著千空前往南美洲。在阿拉沙和美軍決戰，為了保護眾人擋住石塊而身受重傷，後被石化。被石化後七年後被千空使用復活液解除石化，在千空安排下，前往美方城堡打造玉米之城。結局和杠結婚。
第一回人氣投票得第十名，第二回人氣投票得第十三名，第三回人氣投票得11名，第四回人氣投票得16名。
小川（／）
配音員：市之瀨加那（日本）；何凱怡（香港）；張乃文（台灣）
大樹的暗戀對象，本身也對大樹有好感。石化前是手藝社成員，擅長細緻的手工，技術頂尖，只是當專注在做紡織時會斯巴達化。在千空決定製造熱氣球以測繪正確的地圖時，將製作大量布匹的任務交給杠，並在杠的要求下，千空與化石聯手，製作出大型織布機供杠使用。在司帝國潛伏期間暗中修復著被破壞的石像。後期以紡織、裁縫技術製造出時尚服裝，被稱為「紡織之王」。在千空綁架賽諾並逃跑後，決定留在此地，和大家一起打造一百萬人的玉米城市。結局和大樹結婚。
第一回人氣投票得第十三名，第二回人氣投票得第十五名，第三回人氣投票得19名，第四回人氣投票得17名。
琥珀
配音員：沼倉愛美（日本）；楊婉潼（香港）；張乃文（台灣）
16歲，身高160厘米，體重52公斤，出生於5723年8月8日，B型血。具有11.0視力和武力的少女，是石神村中最強的戰士和上屆御前比武的優勝者，也是巫女琉璃的妹妹，村長的女兒。由於介入上屆御前比武妨礙優勝者誕生，而一度被村長斷絕父女關係。個性積極富有正義感，平時冷靜機智，判斷力不差，但在親友遭遇危險時容易衝動。強項為視力絕佳，敏捷的身手與力大無窮。由於怕姐姐放棄生存念頭，不惜忤逆父親拒絕接班巫女之任。在其父黑曜的回憶中，以前很親近父親現在態度則相當冷淡。在與千空相遇後非常容易洞察他心中的一些不安念頭，但對於千空所選擇向前的道路從未感到疑惑，並且在背後以行動全力支撐。
為醫治姐姐琉璃的病而每天運送溫泉的水到村莊裡（間接鍛鍊出強悍的戰力），目睹司利用女性的性命要脅千空的場面而非常不齒，在與司接觸後立即敵對。遭司所敗後被復活的千空所救，並將他帶回村中。在被千空用科學概念拯救後立刻宣稱「我似乎強烈地喜歡上了你」而被其吐槽。據本人所言似乎並非男女的戀愛感情，而是對其生存之道的欣賞（只是在日後似乎有逐漸昇華的現象）。孔武有力到初見就被千空形容為母猩猩或母獅子，村裡的人偶爾也會用「母猩猩」稱呼她，但本人很討厭這樣的外號。沒去羽京開設的學校上課，因此不識字。
把石化王國的首領已經被石化的秘密告訴百花島民們之際，遭到霧雨的石化武器<梅杜莎>的光芒照到而跟銀狼一同石化。事實上這是琥珀把希望賭在千空他們身上的策略，不過耳麥（有放接聽器）被荊棘拿走，也察覺到琥珀是間諜，導致千空的計畫被他察覺到。第三章終章解除石化。終章與千空等人乘坐火箭前往月球。
名字取自琥珀。
第一回人氣投票得第二名，第二、第三回人氣投票得第六名，第四回人氣投票得9名。
阿鉻
配音員：佐藤元、泊明日菜（童年時期）（日本）；蔣鐵城（台灣）
一個住在石神村的16歲男孩，琥珀和琉璃的兒時朋友，出生於5723年2月4日，身高170厘米，體重63公斤，A型血。
石神村中的「妖術使」。性格熱誠少年，靠著自己的實驗而獲得許多科學知識（只是在遇到千空以前不知道那是科學，而稱之為妖術）。受到百物語的影響而對礦石產生興趣，加上為了治癒琉璃的疾病而蒐集並親身嘗試各種材料與草木的效用（後來演變成一種興趣）。獨居在收集了許多礦物、素材的村外小屋，收留了千空和幻等村外人作為庇護所。對科學充滿熱忱，讓千空十分驚訝。和擁有豐富科學知識的千空是亦師亦友的關係。喜歡琉璃，與琉璃是青梅竹馬，曾發誓過要治好她的病。
在採集硫酸的過程中，千空為將科學組中唯一的傳承者確保下來，而命令他留在村落不准跟隨採集硫酸，並要把人類歷史流傳200萬年間所有的科學知識、技術等一切傳授給他，但遭到阿鉻拒絕，最終與千空聯手將關鍵材料的硫酸平安採集回來，完成抗生素。看到齒輪造出来後，和化石一起在毫無知識基礎的狀況下製作出水車，進而促成水力發電廠。後來聲納探測器出現後，運用自己的知識和經驗改造成金屬探測器，尋到了鐵礦床，為鐵資源帶來新的來源。
科學王國最聰明的「五智將」之一，強項是發想力。
於結局時向琉璃求婚，在番外篇和琉璃成婚。
名字來源是金屬元素鉻。
第一回人氣投票得第五名，第二回人氣投票得第八名。第三回人氣投票得第七名，第四回人氣投票得12名。
淺霧幻
配音員：河西健吾（日本）；宋昱璁（台灣）
19歲，出生於2000年4月1日，B型血。原為司帝國成員，精於心理學、解讀暗號和交涉的魔術師，擅長操控人心。十分擅长人聲模仿。喜欢称呼其他人都加小字。被司以優先序列復活，後被司派去打聽千空的下落。性格上以自身利益為優先，只追隨勝利的一方。千空利用此點，展現科技的優勢（可樂）並收買他，使司仍然無法確認千空的生死。
在千空等人製作東西時，因為不想被波及，而用魔術成功暫時打消岩漿前來攻擊的念頭，後面因被認為是村外的妖術師，被當成千空受襲擊並重傷，因隨身戴在身上的假血袋而保住一命。回到石神村後，在比武中給與阿鉻幫助，爭取了60秒的時間。在冰月等人來襲時給出誤導令其撤退，在第二次襲擊前用金屬小刀秘密破壞冰月的管槍，至此加入科學王國的事暴露，接著贏得了此次交手的勝利。與千空用摩斯密碼前後夾攻聯手將焰生擒，並順利與大樹會合。
在與司、冰月等人造訪奇蹟洞穴的時候，私底下發現了刻在樹上的日期記錄，回想起這件事時，他推測是千空所寫的，加上與千空等人相處了解了其為人後，成為他投靠千空的根本原因。依靠当初千空留下的紀錄和从千空套话知道復活經過時間，从而推算知道千空的生日日期，于是和石神村村民一起为千空準備生日驚喜。在與司王國的戰鬥前提出「會讓人下地獄」的戰術，利用偽音與播放唱片，讓司帝國的部分人成功倒向千空這方。被琥珀稱偽善的蝙蝠男也有自己的矜持。
在寶島篇避免了第一次石化，在後來與伯勞的初次對峙，用其擅長的心理操縱術讓話題導向合作的條件。在大部分人都因再次石化而身上的裂痕消失時第一個再次抹上一層漆，當把戰鬥妝卸掉時也象徵著戰勝石化元凶的那一刻。
科學王國三賢人之一（另二位是石神千空和七海龍水），也是科學王國最聰明的「五智將」之一，強項是策謀力。
美洲大陸篇時，前往賽諾的據點，假裝反叛潛入內部，在被使用測謊儀時數據完全沒波動，被賽諾稱是一個超乎想像的大騙子。結局成為了科學王國的外交官，利用自己的口才負責世界各地方面的聯絡事務。
於27集附錄揭露，是五千人中才有一個的臟器逆位者。
第一回及第二回人氣投票皆得第三名。第三、第四回人氣投票得第一名。
七海龍水（／）
配音員：鈴木崚汰
21歲，出生於1998年11月11日，B型血。前七海學院所有者、總資產200兆日元的海運業帝王七海財閥一族的富二代，實為私生子。小時候的零用錢是以億為單位，一開始收集瓶中船，後不滿足於模型而造了真船，從中學時駕著帆船環遊世界。海洋學及氣象學的專家，可以憑藉著自身的感覺精準預測氣溫及氣壓，這點連千空也十分佩服，同時也很擅長駕駛陸、海、空各種交通工具。野心勃勃，是第一個提出要通行貨幣的人。為達目的而不拘小節（也有不擇手段的傾向），這一點和千空很意氣相投。在幫助千空航海的同時，要求千空將找到的石油所有權交給他，藉此在新世界致富。在復活時，很快地明白身處怎樣的狀況，看到千空等人所開始做的帆船很吃驚。
被霧雨用小型的石化武器再次被石化，在石化前把西瓜一腳踢出船外，為團隊帶來希望。之後被荊棘的女手下用小型石錘敲碎的時候，琥珀收到千空的指令，把龍水打碎，石化的碎片透過電動車載到千空的藏身處。由西瓜把石化碎片拼湊起來，再用千空發明的石化復活液再次復活。之後寶島上追到大嵐之後，石化武器剛好發動，再次被石化。隨後被千空用計策的方式再次復活，並且用無人直升機把石化武器綁住（用螺旋槳綁住）。為了要讓千空取得勝利，不顧自身被石化的危險，把接聽器掛在石化武器身上，造成第四次被石化，身體也破碎。第三章終章第四次解除石化。
於美洲大陸篇，載著千空駕駛飛機和敵方駕駛來了場空中戰。在千空綁架賽諾後，成了前進組的一員，跟著千空前往南美洲。在阿拉沙和美軍對決，正面迎擊手榴彈，死亡。復活之後，和千空等人一起前往大西洋。終章與千空等人乘坐火箭到太空。
科學王國三賢人之一（另二位是石神千空和淺霧幻），也是科學王國最聰明的「五智將」之一，強項是決策力，被稱為「航海王」。
第二回人氣投票得第二名。第三、第四回人氣投票得第三名。

### 石神村
為過去石神百夜與其他五位倖存者的子孫所建立的村莊，有俄羅斯人及美國人的後代，在5739年千空抵達前認為「村外沒有人類」、外人等於被流放的罪人。千空初來乍到時，除了第一批與千空接觸的村民（琥珀、金狼、銀狼與阿鉻）以及巫女琉璃之外，村民普遍對千空抱持警戒、觀望與懷疑的態度，後因千空透過拉麵、棉花糖、製作出暖爐與水力發電等，改善村民的生活品質，以及得知司陣營的威脅，還有莉莉安留下的歌聲的影響下，石神村村民全體上下一心，相信著千空並助其解除全世界人類石化現象的目標，成為千空科學王國一派。石之戰爭結束還製作了熱氣球，在空中找到了新食材小麥、黑松露、山羊和野豬，建築材料杉樹林、相良油田和礦洞，在空中拍攝還製作了相機。小麥可以製作麵包，山羊奶可以製作牛油和起司等食材。村民的名字都來自地質相關名詞，數字慣用英文敘述（日版原作會標示外來語注音）。
琉璃
配音員：上田麗奈（日本）；邱涵菲（台灣）
18歲，出生於5721年4月14日，O型血。傳承《百物语》的巫女，在村中有崇高的地位，琥珀的姐姐，前代巫女與村長的女兒。
自幼患有肺炎，身體虛弱，在眾人的呵護中堅強地活到18歲，後在千空製作的抗生素治療之下成功痊癒，同時暴露真實性格──和琥珀一樣好動（以及同樣的隱性怪力）。和阿鉻是相互有好感的青梅竹馬，雖陰錯陽差下要與千空結婚，但千空隨即解除了與她之間的婚約，自嘲成為了史上首位被離婚的巫女。
於番外篇和鉻成婚。
名字取自一種寶石琉璃。
第一回人氣投票得第六名，第二回人氣投票得第十七名，第四回人氣投票得25名。
西瓜
配音員：高橋花林（日本）；邱涵菲（台灣）
9歲，出生於5730年9月9日，身高119厘米，體重21公斤，O型血。戴著整個西瓜皮的小個子女孩，因為患有近視（模糊病）而利用西瓜皮上挖出的洞才看得清楚（針孔成像原理）。可將身體完全縮在西瓜皮裡，偽裝成單純的西瓜來收集情報。
因為時常於大自然中遊戲著，因此對於許多的植物、動物甚至是礦石有著近乎直覺性的感官，數次幫助千空等人解決問題。幫助千空在找到了相良油田並發現了石油，使千空的理想再往前一步。因對石神村周遭附近的食材等發掘地極為熟悉，被稱為「學士老師」。養了一隻名叫粉筆的小白狗，後續收容找到油田的野豬，並取名為相良。
在寶島篇因為偷偷上船遭龍水斥責。但在霧雨的石化攻擊中，龍水在第一時間決定救下西瓜，要她去告知千空船遇襲一事。之後和銀狼一起奪回了船上的研究所車。
於美洲大陸篇，在千空的命令下前往敵人據點綁架賽諾。成了前進組的一員，跟著千空前往南美洲。在WHYMAN再次使用石化裝置令全球石化後，成為了第一位復活者，在全球石化後，做為唯一解除石化的人類，努力戰勝要一個人生存下去的恐懼與孤獨，透過回憶千空的種種科學發明與知識而堅強的生活著，最後成功製造復活液令千空解除石化，並和千空等人一起前往大西洋。
第一回人氣投票得第四名，第二回人氣投票得第七名，第四回人氣投票得11名。
金狼（／）
配音員：前野智昭（日本）；陳成港（香港）；孟慶府（台灣）
18歲，出生於5721年7月9日，A型血。保護村子的門衛，銀狼的哥哥。右眼角有一道傷疤。行事作風保守，性格穩重，口頭禪︰「規矩就是規矩」。
起初固守石神村的規矩而拒絕千空這個外來者入村，但在千空為自己製作的長槍鍍上金色後，稍稍改觀，後見識到千空的科學能力以及被千空製作抗生素救治琉璃的行為所打動，開始認為千空不是惡人，逐漸放下成見主動協助千空。患有近視（模糊病），為看清事物經常用力瞪著眼睛，因此給人兇惡的印象，實力約與岩漿持平但因眼病無法發揮，在御前比武結束後科學組為之製作眼鏡得到矯正。有去羽京開設的學校上課，因此會寫文字。
寶島篇，因伯勞的逼近把自己的金槍借给了剛解除石化的冰月。在千空綁架賽諾並逃跑後，決定留在當地，和大家一起打造一百萬人的玉米城市。
第一回人氣投票得第十一名，第二回人氣投票得第四名，第三回人氣投票得13名，第四回人氣投票得14名。
銀狼（／）
配音員：村瀨步
16歲，出生於5723年4月7日，B型血。保護村子的門衛，金狼的弟弟。意志力薄弱，容易得意忘形。因为《百物语》缘故，懂得和千空等舊世界人演小劇場和吐槽。在得知有機會當上村長以後得意忘形，希望實行後宮制，得到了眾人一致"絕不能讓這個人當上村長"的評價。常因感到害怕而退縮示弱，但在關鍵時刻意外有可靠的一面，並在化石的暗中幫助下有了戰勝恐懼的心理建設，因此在千鈞一髮之際間救過阿鉻一命。
於寶島篇在霧雨石化武器攻擊下，剛好潛入水中而躲過石化攻擊範圍。在選秀會上被迫穿上女裝混入後宮群，在查覺到首領早已被石化後受到荊棘的致命攻擊，瀕死之際和琥珀一起遭石化。沒去學校上課，因此不識字。第四章中，在史丹利等人襲擊珀爾修斯號過程中，被松風藏了起來，因為不忍松風要被史丹利等人拷問，所以對他們說了千空要去南美的情報。復活之後，和賽諾一起留在馬丁加西亞島打造超合金之城。
第一回人氣投票得第十四名，第二回人氣投票得第十一名，第三、第四回人氣投票得15名。
化石
配音員：麥人（日本）；黃天佑（台灣）
60歲，出生於5679年2月9日，身高155厘米，體重57公斤，AB型血。有著50年匠人經驗且滿懷熱忱的工匠，做出得意的作品時會像個頑童般炫耀，遇到讓自己興奮的事時就會爆衣，矮小但上身肌肉發達的老人。基本上是豆豆眼，从小做东西而且一个人，因不想村人看不起而为村子修桥和做盾牌，因此虽然年迈而视作现役。钟意幻而让他做自己副手。起初因為擅長工藝（被绑架）而協助千空與阿鉻，因为想要可以做东西的伙伴最终與他們成為忘年之交。與千空等人為科學組的一員，更將汽車改良至W活塞系統，後期穿上杠製作的西裝後成了老紳士匠人。
於美洲大陸篇，在千空綁架賽諾後，成了前進組的一員，跟著千空前往南美洲。復活之後，和千空等人一起前往大西洋。
名字源自於化石。第一回人氣投票得第九名，第二回人氣投票得第十四名，第三回人氣投票得12名，第四回人氣投票得26名。
岩漿
配音員：間宮康弘（日本）；孟慶府（台灣）
出生於8月22日，B型血。一心爭奪村長之位的壯漢，石神村的第一力士，上届御前比武的準優勝者，但是被琥珀打敗，千空等參與的御前比武裡主要也是最大的對手。與地幔一同殺害淺霧幻未遂。
冰月等人進攻村子时，成为武鬥組（琥珀、金狼、銀狼、黑曜）的一員，用速成的日本刀暫時擊退敵人。品嚐過千空制作的棉花糖。因力氣大，为尋找製作燈絲的白鎢礦，被千空指名和千空、克羅姆一起結成發掘隊出發，最後找到了硅卡岩礦床。有想過要趁兩人找到礦物放鬆戒心的瞬間動手殺害他們，但最終放棄這個念頭。把千空這些科學家稱作“妖術師”、“豆芽菜”，表示這裡輪不到舊世界的人說了算。但千空對他表示誰來當老大不重要，真正的强大是各色人物分工合作並發揮各自長處。對於一成不變的世界感到厭煩，而千空以科學所創造的一切讓他驚嘆不已，因而立下約定如果哪一天世界再度變得無趣便是千空的死期（千空的回覆是科學是不可能讓人無聊的）。
寶島篇被千空解除石化後，偷偷把陽身上的槍拿走，不過被幻看到。之後看見船被荊棘搶走，準備要用槍射殺他，結果打中荊棘的護衛划的稻草小船。後來被仁姬打才把手槍還給陽。第三章終章第二次解除石化。在千空綁架賽諾並逃跑後，決定留在當地，和大家一起打造一百萬人的玉米城市。
名字源自於岩漿。
黑曜
配音員：金尾哲夫
出生於4月19日，B型血。石神村前村長，琉璃與琥珀的父親。面對琥珀不願意為琉璃成為巫女因此和她鬧翻，但仍舊十分地愛著女兒。看到琥珀毫不留情地使用自己送給她的盾牌讓千空等人做成齒輪時內心很難過。十分在意琉璃離過一次婚。在千空正式治好琉璃的肺炎時，正式宣佈將村長一位讓給千空。在看到千空幫村民做出暖爐等各種東西幫助過冬時，認為讓出村長之位是正確的決定。
名字源自於黑曜石。
地幔
配音員：松重慎
岩漿的小弟，AB型血，為了岩漿能夠在御前比武獲勝而綁架了西瓜。在和阿鉻比賽時也因為岩漿一聲令下宣告投降。
名字源自於地幔。
佳尼特
配音員：石上靜香
村裡最漂亮的寶石三姐妹（金髮紅眼），想要強壯的男人。
沙菲雅
配音員：前田佳織里
村裡最漂亮的寶石三姐妹（金髮藍眼），想要英俊的男人。
璐比
配音員：近藤玲奈
村裡最漂亮的寶石三姐妹（黑髮紅眼），想要會請我吃飯的男人。
賈斯帕
配音員：竹內良太
保護巫女大人。御前試合裁判。御前比武的裁判。
塔可茲
配音員：大地葉
保護巫女大人。個性挺頑固，不太圓融的女性。
剛恩
配音員：室元氣
村裏最的貪吃鬼，有著金色頭髮跟圓潤的臉型，因為每餐都吃燒魚，已經吃得很膩，被千空的狗尾草拉麵給誘惑，率先加入千空科學王國的勞動人力。
阿魯戈
配音員：内匠靖明
胸前有疤痕的肌肉男，御前比武初賽第四組對銀狼。
索育茲
配音員：坂泰斗
20歲，出生於5721年，身高179厘米，O型血。村中名單的唯一未標出名字的男子，頭上有個十字型傷疤。琥珀帶千空來到石神村時18歲，2年後和千空乘坐「科學船・珀爾修斯號」出海後才向眾人告知自己的身世。並非石神村村民，在幼時被村民撿到，隱藏本名長大，為寶島（百物語誕生之島）的島民。記憶力十分驚人，不僅能夠回憶起孩提的事情，甚至能夠把微小的動作細節記得一清二楚。生父是寶島首領，由於島上首領一族必需在沒有文字的情況下，代代口傳百物語，所以都會娶記憶力超強的女性為妻，索育茲也因此遺傳了強大的記憶力。
名字來源是百夜等人當年搭乘的太空艙聯盟號（SOYUZ）。看到首領的石像後，才終於想起自己是首領之子這件事。另外，島上首領是世襲制，所以索育茲即為下任正統首領。
決定留在寶島上繼承首領之位，並向千空習得復活液的製作配方，並發誓要把島上被石化的人全救活。

### 司帝國
由於與科學王國的戰爭戰敗以及司的沉睡，司帝國併入科學王國。
獅子王司（／）
配音員：中村悠一、寺崎裕香（童年時期）（日本）；梁皓翔（香港）；黃天佑（台灣）
出生於10月10日，B型血。繼千空與大樹後第三位復活者。有著與「靈長類最強」異名相稱外掛般的超強戰鬥力，能夠一拳擊斃獅子。在撇除身體受重傷、火藥（槍枝）攻擊等情形下，徒手攻擊的武力在本作中尚無人能超越（僅持有管槍的冰月能與之並肩）。除了最強的武力，同時具備高度敏銳的觀察力與思考力，也擁有一定程度的化學知識（能夠在只聽過千空口述一次配方的情況下成功製作出復活液），在本作中可謂文武雙全，是魅力強大的全才型領袖人物。
極富正義感，重視承諾與誓言，冷靜沉著的性格總是能迅速對眼前的狀況作出判斷。尊重一切生命，但由於過往的經歷，對社會中既得利益者無止盡的剝削深惡痛絕，故起初選擇建立只有年輕人且依靠自然生存的理想世界，並大量摧毀中老年人的石像，認為他們不值在石之世界復活。即便石化前有著悲慘的生命經歷，仍然沒有放棄人性中的善良，非常明白摧毀石像與殺人無異，只是為了達成自己的目標而選擇承擔一切罪孽，因此會毫不猶豫地動用武力與發動戰爭。
初期將科學發展視為達成理想的最大阻礙，決心要消滅主張重建科學文明的千空，即使千空依靠假死戰術暫時避退，也不斷派人追查其死亡的真實性。
在冰月與石神村一戰後，得知千空依然存活並在石神村發展勢力，打算在冬季結束後以人海戰術擊潰石神村一眾。為人看似冷酷無情，實際上記得所有摧毀石像的位置及犧牲同伴的名字，在帶著同伴遺物到墓地準備埋葬時發現藏在此處的電話。在舊世界中妹妹未來因腦死需長期住院依靠裝置維生，為維持未來的生命放棄原則多次參加比賽與電視節目。
在與千空對峙時，得知未來仍有復活希望的消息，接受了千空提出以嘗試喚醒未來為條件的停戰協議。後在千空等人的幫助下，兄妹倆總算重逢，可此時蟄伏已久的冰月從背後偷襲未來，司為了保護未來用身體承受了一槍並因此重傷掉入河中。由於被科學的力量所拯救，司在被冰月背叛後與千空立誓，再度為了保護千空而戰，同時也不再與千空為敵。與千空聯手使用武力與科學的綜合力量擊敗冰月後，因傷重引發敗血症而奄奄一息，千空決定在找到石化方法前先對其進行冷凍處理而暫時安置在特製的冰櫃之中。
在千空等人取得石化裝置後成功復活，並加入千空的科學王國，大多時候與冰月一同負責狩獵、護衛與作戰。
認同松風的戰力，為使之能夠更加精進，加上司本人更擅長的是徒手近身攻擊，因此向千空要求解除冰月的石化，讓冰月傳授槍術給松風。
於美洲大陸篇，在千空的命令下前往敵人據點綁架賽諾。在千空綁架賽諾後，成了前進組的一員，跟著千空前往南美洲。在阿拉沙和瑪雅等人對決，雖贏過瑪雅，但敗給了槍枝。復活之後，和賽諾一起留在馬丁加西亞島建設超合金城市，監視賽諾及石化的史丹利。
第一回人氣投票得第十二名，第二、三回人氣投票得第五名，第四回人氣投票得6名。
冰月（／）
配音員：石田彰（日本）；蔣鐵城（台灣）
生於11月30日，AB型血。精通使用長槍的格鬥術，流派是「尾張貫流槍術」。初期個性冷酷自私，面對毒氣威脅時，毫不猶豫地將同伴當作犧牲品。其使用的長槍是「管槍」，但被幻以碳鋼刀破壞，持管槍時的戰鬥力能夠和司分庭抗禮。
實際上與司的理念不同，認為只有精英才值得存活於新世界。因此對司懷有貳心，在司與妹妹重逢後，突然從背後偷襲司並使其掉入河中。本來想拉攏千空成為同伴，在千空拒絕後準備用拷問的方式逼迫千空答應，但最後敗在千空與司的聯手下，與焰在事後被關入監牢之中。寶島篇千空為了要打贏伯勞，不得已只好復活冰月，被伯勞陷入苦戰，後來靠著千空利用竹管，使所持長槍變為管槍發揮自身應有實力而打贏，後被第三次石化。
在第四章中因為司的要求，再次被解除石化，並以獲得兩份復活液為條件（用來復活焰與伯勞），成為科學王國的武術指導，主要訓練伯勞與松風提升戰鬥力，此後正式加入科學王國。加入科學王國後，逐漸對千空等人產生信任感，除了武術指導外，還為和司一般負責狩獵、護衛與作戰等任務。
於美洲大陸篇，在千空的命令下前往敵人據點綁架賽諾。在千空綁架賽諾後，成了前進組的一員，跟著千空前往南美洲。在阿拉沙和瑪雅等人對決，為掩護琥珀完成任務（破壞敵方的通信設備）而被史丹利槍殺身亡，後被石化由於冰月在石化前就已斷氣，在被千空解除石化後卻成功復活，因此被千空推斷出石化除了治癒疾病，還有令死者復活的效用。美洲大陸篇之後，在千空安排下，前往美方城堡打造玉米之城。
於Fanbook中正式公佈姓氏，為「曉」(あかつき)
第一回人氣投票得第七名，第二回人氣投票得第二十名，第三回人氣投票得第10名，第四回人氣投票得8名。
西園寺羽京（／）
配音員：小野賢章（日本）；林柏昱（台灣）
25歲，生於1994年6月5日，A型血。原為司帝國成員，原海上自衛隊裡的潛艇聲納員，箭術高手，擁有極佳的聽力。
不希望看到任何人的死亡，因此當他看到司肆意的破壞石像時，便已決定要脫離司。在與千空的電話連絡中，得知了是冰月而非千空在石神村之役中殺了自己的部下。為製作新的世界地圖，作為搜查隊的耳朵，找到了野生山羊群。之後因為參與千空的聲波研究，與千空、阿鉻合作使聲納探測器再現，於是利用此儀器探查水底資源，意外發現海底有各種生物及非生物資源。科學王國裡最聰明的「五智將」之一，強項是洞察力。
於美洲大陸篇，在千空的命令下前往敵人據點綁架賽諾，將沒電的石化武器射給對方。在千空綁架賽諾後，成了前進組的一員，跟著千空前往南美洲。決戰結束後，在千空安排下，前往美方城堡打造玉米之城
第二回人氣投票得第十二名。第三、第四回人氣投票得第四名。
紅葉焰（／）
配音員：豐崎愛生
A型血。原體操選手，身手非常矫健。冰月的心腹，對冰月極度忠誠。粉色头发，厚嘴唇且沉默寡言，收下千空作为“礼物”的棉花糖。在冰月對付千空時，對石神村放火。在石神村備戰期間對石神村進行監視，面對琥珀的追擊能保持僵持，直到千空以閃光彈進行夾擊才一時被俘但隨即逃脫，並識破千空聲東擊西的目的。後被千空與幻聯手以「摩斯密碼」和置換術夾擊才終於被擒，讓焰無法回去向司報告。在被關押期間，被逃出來的陽意外發現，成功脫困後與冰月合流，並以千空的矽藻土炸藥將「奇蹟之洞」給炸毀。後被石神村民抓住，與冰月一起被關進牢房，寶島篇中被霧雨石化，在第四章中被冰月解除石化。
花田仁姬（／）
配音員：種崎敦美
AB型血。暱稱為妮奇／妮琪。負責監視大樹與杠的女性，是莉莉安的死忠歌迷。學生時代時，每當練社團到筋疲力盡，便會聽莉莉安的歌。當千空與幻試圖以模仿莉莉安為手段來蒙騙她時，沒多久便被她識破，但後來被千空所播放莉莉安的歌聲所感動，因此對千空有好感，而答應與大樹等人結盟。在千空綁架賽諾並逃跑後，決定留在此地，和大家一起打造一百萬人的玉米城市。是留下人之中，少數會英文的人物，同時也展露出領導的才能。
上井陽（／）
配音員：中島良樹
生於1月31日，B型血。原警察。武器是拐子，性格輕浮且自信過剩，認為自己實力僅次於司、冰月和羽京。與手下負責監視被補獲的阿鉻，發現阿鉻鑽木取火時恥笑他只是個原始人，並開玩笑說期待他「用海水逃獄」，不料這句話給了阿鉻靈感，他利用汗水的鹽份加上電力製作出「漂白水」融化了監牢的繩結，在阿鉻逃獄後因為害怕被追究責任而意圖將其追回，卻反被鉻的假肺炎戰術欺騙擊中了胯下動彈不得。後打算詐死以躲過責任。在戰爭結束後，默默混入群眾中佯裝為受害者，但反被千空等人抓去為他們工作。與岩漿是經常相較和吵架的冤家。在寶島篇被千空第二度解除石化，讓他操使手槍對付伯勞，後來手槍被岩漿拿走。之後從岩漿手中拿回來，不過要射伯勞的時候，自己和手槍被他打下去，掉進海裡面了。爾後從海裡發射子彈，擊中荊棘的左手，石化武器掉到海裡去。之後陽從海裡拿到石化武器，很不巧，荊棘跳下船對著石化武器說出指令，又再次被石化，石化武器被荊棘拿到手。
北東西南（／）
配音員：日笠陽子
前記者。被千空形容如瑪麗蓮夢露一般的金发美人。在旧世界原本就是司的粉丝，在司帝国得到无忧房租的住所而安定下来。當初司復活她是因為選定復活者的重要情報源。名字中各漢字以英文單字各取字頭則組成「NEWS（新聞）」。用自己珍藏的復活液復活法蘭索瓦，做為交換，得到照相機。在千空綁架賽諾並逃跑後，決定留在此地，和大家一起打造一百萬人的玉米城市。是留下人之中，少數會英文的人物。

### 石化復活者
獅子王未来（／）
配音員：石見舞菜香
獅子王司的妹妹。原本因腦死需長期住院依靠裝置維生，後在千空等人的幫助下，兄妹倆總算重逢。
基本徹夜（／）
配音員：Hajime社長
漫畫家。在和司帝國戰爭結束後，石像組合後復活的第一號人物。在村裡跟鉛一起幫忙繪畫等各種工作。在幻提議造船比賽時，也幫岩漿畫船的設計圖。
法蘭索瓦
配音員：坂本真綾
七海龍水的管家兼廚師，擁有高超廚藝，懂英、法語並擅於打掃和保姆等多項技能。對於龍水極度的忠誠，可以說基本上是完美管家的代表。據龍水所言，性別和國籍皆不明。因需要長時間出海，千空等人需要廚師就解除石化（繼龍水之後）；在寶島篇中被霧雨石化，荊棘被石化後，為寶島居民提供膳食的需要就解除石化，但當時沒有衣服，以海草遮擋身體（包括上身），確實正是女性。
第二回人氣投票得第十名，第四回人氣投票得13名。
七海才
通稱為「SAI」。是龍水的兄長，同為七海家的私生子，日印混血兒，數學天才，夢想是成為程式設計師，被千空找來負責計算登月所需的各項數據。
第四回人氣投票得10名
雀兒喜
配音員：潘惠美
為千空前往南美遇到第一個解除石化人類，石化前為未滿20歲的天才地理學者，和賽諾一起參與DARPA時被石化，比賽諾等人晚三年後醒來。口頭禪是︰「變態」。本想跟著賽諾留下的路標走的，但因為是大近視眼的關係看不清路標，導致她不是往北走而是往南走。後遇到千空等人，取得了眼鏡恢復視力，並給了千空等人前往瑪瑙斯的最好路線，為了穿越森林，千空等人決定製造摩托車。
第三回人氣投票得第20名，第四回人氣投票得28名。
喬艾爾
配音員：榊原優希
石化前是勞力士的鐘錶技術人員，對女性沒什麼免疫力，被南等人復活後修理石化武器。但在修復過程中，反被石化。再度復活之後，決定要好好研究石化裝置。在他的研究下，確認了石化武器的電池為鑽石。並藉由法蘭給日方的通訊提示，正式修好石化武器。並利用WHY MAN發出的訊息再度全球石化
第三回人氣投票得第17名，第四回人氣投票得24名。

### 石化倖存者
國際太空站的6位太空人，石化時在外太空不在地球，幸運的躲過被石化的瞬間，設法回到地球上後為地球上唯六的倖存者。但是在沒有任何藥物的「寶島」上，許多人死於肺炎。
石神百夜（／）
配音員：藤原啓治〔第1季〕 → 三上哲〔第3季〕（日本）；羅偉亮（香港）
千空的養父，千空為百夜好友的兒子，原大学讲师。對養子有著極深的親情，在知道千空對科學的熱愛後作出不惜賣掉愛車也要買齊實驗器具給他當禮物的舉動。在最初的石化光線照射地球時，和其他五名太空人身處太空站而倖免於難。
想出「百物語」的創作者，並留著最後的故事傳達給千空。
在意識到地表上的稀有金屬已被挖掘殆盡，後人無法利用重建文明後，開始盡可能蒐集在寶島現存的稀有金屬。不停從河川裡淘金直到生命的最後一刻，當力竭倒臥於河川中死去之際，仍想著養子千空。在最後，他花費一生所蒐集的砂金（滿滿的金砂和少量的鉑砂）被抵達寶島的千空一夥發現後，成為千空將復活之水成功還原製作的關鍵。
第一回人氣投票得第8名，第二回人氣投票得第9名，第三回人氣投票得第16名。
莉莉安·韋恩伯格（Lillian Weinberg）
配音員：Lynn
世界聞名的美國女歌星，花五千萬美金買到的宇宙飛船的位子的太空遊客。在百夜幫助下，留下最後一首歌於玻璃唱片上。
夏米爾·沃爾科夫（Shamil Volkov）
配音員：森久保祥太郎
聯盟號宇宙飛船船長，俄羅斯人，興趣是下西洋棋。原本對船長一位沒興趣，在百夜建議下接下了船長之位。在全球的人類石化後三年，與柯妮結婚並育有小孩。在妻子柯妮死去後不久，意志消沉的夏米爾也因肺炎死去。
柯妮·李
配音員：金元壽子
美國人，前NASA職員。在全球的人類石化後三年，與夏米爾結婚並育有小孩，但最終死於肺炎。
耶科夫·尼奇廷
配音員：山本兼平
俄羅斯人，原醫師。與達莉亞為夫妻，一同出海尋求抗生素，但最終下落不明。和化石爺爺同樣，一遇到讓人興奮的事就會爆衣的習慣。是聯盟號宇宙飛船的前船長，之後在百夜的建議下，把船長之位讓給夏米爾。
達莉雅·尼奇提娜
配音員：田中理惠
俄羅斯人，原醫師。與耶科夫為夫妻，一同出海尋求抗生素，但最終下落不明。

### 寶島
為始祖六人所居住之島的後代，百物語誕生之島上的島民。
荊棘
配音員：青山穰
出生於3月23日，身高207厘米，B型血。島上的宰相，於5721年將首領石化後，假代不露面的首領行令，實際在享受後宮及權力的奸人。性格謹慎且老謀深算，擁有十分敏銳的觀察力。此外，一定程度上懂得如何操控石化武器。拿走琥珀的耳麥（有放接聽器），並且戴上了它，也察覺到琥珀是間諜，導致千空的計畫被察覺到。把千空他們的船搶走，帶走寶島的居民，準備要把千空他們石化，不料千空他們搶了小船，登上荊棘搶走的船，期間把首領打碎。看到復活後的龍水及冰月，意識到首領可能會被復活，急忙趕去首領住處，而霧雨剛好趕來，並命令霧雨使用石化武器，然後被她知道是把首領石化的兇手之後，用石化武器把她石化。之後要對千空他們用石化武器的時候，被在海裡面的陽射中他的左手，導致石化武器掉到海裡。之後被陽拿到，只好跳下船對著石化武器說出指令，先把陽石化，然後搶回石化武器，之後把石化武器塞進大嵐嘴巴裡面，15分鐘之後發動石化武器，要把千空他們石化（範圍為2千公尺）。之後回島上打碎大嵐從身體裡取回石化武器，卻發現千空還活著。最後在千空及龍水合作下，最終於5741年反遭石化。
伯勞
配音員：興津和幸
出生於5月5日，身高182厘米，B型血。首領的左右手之一，喜歡美女，查覺到潛入後宮群的琥珀是外來的侵入者，比琥珀還強的天生型的天才戰士，強大的戰鬥力完全是天生，對努力及練習毫無興趣。在被持有管槍的冰月打敗前生涯無敗。早知曉首領被荊棘石化一事。本身想除掉荊棘換自己掌權及享受後宮，但因為霧雨持著石化武器的關係所以無法下手。在幻的交涉下，決定暫時和科學王國同盟並偽裝成外來者攻擊底下的人，讓荊棘誤以為科學王國有強大的戰力，但是計畫開始之前耳麥被荊棘拿走，也察覺到琥珀是間諜，導致計畫被察覺到，耳麥也被他看到。
看見千空他們逃走，加上看見霧雨拿出真的石化武器，導致行動被她當場揭穿，於是要追殺千空他們。在船上，看見陽的手槍，馬上把手槍打到海裡去，再去追殺千空他們。之後跟復活的冰月對打，讓冰月陷入苦戰，最後被拿到管槍的冰月所擊敗。在石化之前，跟冰月說出如果有辦法復活，會想跟他學習所謂的尾張貫流管槍術。在第四章中被冰月解除石化，正式拜冰月為師，並和松風一起對抗入侵珀爾修斯號的敵人，卻敗給史丹利。
名字源自於伯勞鳥。
第三回人氣投票得第18名，第四回人氣投票得19名。
霧雨
配音員：本渡楓
出生於7月7日，身高164厘米，A型血。首領的左右手之一，童年時非常信任尚未石化的首領大人（即是︰索育茲的爸爸），武力和琥珀不相上下的女戰士，操控著小型的石化武器，不知道首領在20年前（5721年）遭石化之事，後來得知荊棘是把首領石化的兇手，不過被他用石化武器石化。在荊棘被打敗後解除石化，視索育茲為新首領並加入科學王國。
大嵐
配音員：楠大典
身高183厘米，O型血。首領的左右手之一，同岩漿一樣是肌肉發達的男人，也是寶島軍團的隊長。
孤挺花
配音員：大西沙織
18歲，出生於5723年2月14日，身高160厘米，A型血。5736年的13歲時，同伴們因想逃離島的專權控制，受同伴邀約出海，但計畫敗露，眾人慘遭石化，僅孤挺花一人因眾人的保護而逃過一劫。為了報仇，努力多年成為島上最美的女性，計畫奪取石化武器。擅長美妝與穿著打扮，有不俗的臨機應變能力，常利用美人計迷惑男性來成為她的助力。本想藉由后宮選秀上中選，再來接近領主並竊取石化武器。但遇到千空一行人，以及見識科學之力後，便決定一起聯合作戰。
名字源自於孤挺花。
松風（／）
配音員：阿座上洋平
出生於9月15日，身高173厘米，A型血。原為大樹為了撈沉在海底的同伴時一起撈上來的石像，在和荊棘大戰後被復活。推估是幾百年前的島民，告知千空他們石化武器是從天下掉下來的，侍奉的首領和銀狼長的很像。認定銀狼是自己首領的投胎轉世，對他十分忠誠。第四章和伯勞一起對付入侵珀爾修斯號的敵人，卻敗給史丹利。身受重傷倒下，被史丹利做為人質放置在珀爾修斯號。復活之後，和賽諾一起留在馬丁加西亞島打造超合之城。

### 北美洲
以賽諾和史丹利・史奈德為首組成，所有人在石化前的DARPA時被石化。除了露娜三人組及雀兒喜以外，其餘成員皆是職業美軍，對賽諾及史丹利絕對服從。不論是民生還是軍武各方面科技全贏過千空方的科學帝國。由於全員皆是保持意識淋上硝酸而復活，並不曉得復活液一事。由於慢性的人手不足希望千空一行人可以加入他們，但談判破裂後開戰。在賽諾被千空等人綁走之後史丹利追殺千空一行人，之後全員被石化，解除石化後與千空等人「能夠證明史丹利的一切攻擊是正當防衛而非殺人未遂」以及「一起對抗主謀」為條件而合作，並加入科學王國。
賽諾
配音員：野島健兒、內山夕實（童年時期）
出生於1993年10月1日，A型血。石化前是NASA科學家，是史丹利的竹馬之友，也是百夜於JAXA受訓時的同事。於千空十歲開始，長期以來以電子郵件並署名Dr.X的方式來回答千空在科學上的各種問題，對千空而言賽諾是自己科學上的恩師。口頭禪是︰「elegant（優雅/雅致）」。是復活的美國人裡唯一會日文的。為了打聽情報給幻測謊，而幻給了科學王國這邊的科學家是大樹的假情報。科學能力可說和千空不相上下，甚至超越千空。擁有廣大的玉米田及制氨工廠。因為人手不足的關係，希望千空等人可以歸降於他，但最後仍談判破裂。
於石化前就開始研究被石化的燕子，並得知只要保持意識就能復活。在美國尖頂國家公園裡舉行全美菁英集結的DARPA時被石化。和千空一樣是3700年來保持意識並淋上硝酸才復活，認為自己及其它維持意識而復活者是天選之人，並不曉得復活液一事。具有獨裁者思想，想在石之世界以科學之力做一個獨裁者。從露娜打給馬克斯的暗號得知敵方首領是自己的弟子千空。但認定兩人理念不合，無法合作，於是下令史丹利狙擊對方。並和布洛迪一起開發了潛水艇對付千空陣營。在本身的計謀策劃下，完成了珀爾修斯壓制，但自己卻被司給綁走。最後賽諾和千空兩人師徒相見，千空對布洛迪宣言即使會被史丹利追殺到天涯海角也要帶走賽諾。
和千空一樣，有接收到「WHY MAN」的訊息，也推測出千空等人想前往月球，並和千空一起推論出石化發生地點位於南緯3度7分，西經60度1分。在千空透過WHYMAN再度令全球石化時，坦然接受自己石化一事。七年後被千空復活，並被千空等人以「能夠證明史丹利的一切攻擊是正當防衛而非殺人未遂」為條件幫助千空製造登月火箭。和瑪雅等人留在拉丁美洲的馬丁加西亞島打造超合金之城，並製作登月火箭的引擎。文明恢復後，成為了製造時光機一組的一員。
第三回人氣投票得第9名，第四回人氣投票得5名。
史丹利·史奈德
配音員：遊佐浩二、長谷川育美（童年時期）
出生於1993年9月1日，B型血。於千空一行人抵達美洲大陸後襲擊千空一行人的人。石化前是一名軍官，為美國空軍的特殊部隊隊長，會開飛機及使用槍械，自幼就是射擊天才，是神級的狙擊手，同時擁有超強的體能及高超精湛的搏擊技術，能夠同時應付司及冰月的全力攻擊，行事非常有謀略手段，而且過去長期帶兵作戰使他的戰術高超而狡猾至極，有抽菸的習慣。和賽諾是兒時玩伴，對其絕對忠誠，石化前得知只要保持意識就可以復活這一資訊，在石化光線下來時，全力保護賽諾並命令在場的人們無論如何要保持意識。參與潛艇任務，憑自身的實力打贏了伯勞及松風，完成珀爾修斯號的壓制。得知千空還活著，且賽諾被千空等人綁走，在修好珀爾修斯號後帶著自己的手下追殺千空等人。藉由賽諾打給他的暗號得知旅行終點為阿拉沙，於是在此和千空等人展開決戰。在遇見琥珀之後，開槍射殺對方。
在千空透過WHYMAN再度令全球石化時，為了賽諾，願意把自己石化做為人質。七年後，千空等人向賽諾承諾在文明復興後會解除其石化並證明史丹利的一切攻擊是正當防衛而非殺人未遂。原本是龍水被選拔做為登月計劃的駕駛員此位子，因為龍水認為史丹利的駕駛技術和射擊能力比自己更強而被復活擔任駕駛員此一任務，與科學王國和解並成為上太空的新人選。終章成為負責駕駛太空船的駕駛員與狙擊手。文明恢復後，成為了機師，並於番外篇，成了賽諾的專屬保鑣。
第三回人氣投票得第8名，第四回人氣投票得7名。
布洛迪
配音員：安元洋貴
黑人男性。石化前同樣是職業軍人，從史丹利上聽到要保持清醒，於是在石化3700年之間保持意識清醒而復活。石化解除後，成為了賽諾這邊的機械技術士。技術研發方面得到賽諾認同，被他稱爲黃金右手。在千空綁架賽諾後，以人質做為條件，向他公佈了復活液的製作方法，要他和自己其它的同伴復活一百萬人成立一個玉米城市。在喬爾正式修好石化武器後，將其奪走，並下令射殺想要搶奪石化武器的殘留組。在解除石化後與千空等人和解，並協助他們製造電腦。
露娜
配音員：關根明良
被史丹利奉命前往船上的女間諜，負責找出誰才是領袖，好讓史丹利從外頭狙擊，但終究是做不到。喜歡知性型人物，因此喜歡上了千空。石化前家裡十分有錢，卡洛斯及馬克斯皆是家裡僱來的僕人。本身是醫科學生，但成績不好，成了唯一的留級生。在打工時被石化，從史丹利上聽到要保持清醒，於是在石化3700年之間以不能孤獨死去爲理由，而保持意識清醒。
在千空中槍受傷後，被大樹要求醫治千空。醫治期間向千空告白，希望能做她的男朋友，但被千空委婉的拒絕，本人卻還沒死心，希望未來千空能真的喜歡上她。成了前進組的一員，跟著千空前往南美洲。在西瓜和法蘭索瓦成了史丹利的人質之後，被千空要求和雀兒喜一起擔任淋復活液的任務。但石化光線來時，復活液卻拋錯了方向，造成了自己和雀兒喜雙雙石化。決戰結束後，在千空安排下，前往美方城堡打造玉米之城。文明恢復後，回學校努力唸書，依舊還沒放棄千空。
卡洛斯
配音員：澤城千春
露娜的手下之一。石化之前買了白金戒指想送給露娜做為生日禮物，之後藏進嘴裡。石化解除後白金戒指被賽諾做為催化劑拿走。在石化3700年之間以保護露娜爲理由，而保持意識清醒。成了前進組的一員，跟著露娜前往南美洲。決戰結束後，在千空安排下，前往美方城堡打造玉米之城。
馬克斯
配音員：村田太志
露娜的手下之一。在石化3700年之間以保護露娜爲理由，而保持意識清醒。成了前進組的一員，跟著露娜前往南美洲。決戰結束後，在千空安排下，前往美方城堡打造玉米之城。
瑪雅
配音員：東內麻里子
身材十分壯碩的女性，石化前是全美女性格鬥冠軍。因為太貪吃所以破產然後加入軍隊，從史丹利上聽到要保持清醒，於是在石化3700年之間保持意識清醒而復活。被眾人認定和史丹利擁有同等級別的武力愛吃肉，喜歡唱歌，但是歌痴一名，難聽程度到無人能接受的。而在賽諾被綁架後，跟隨著史丹利前往南美洲。在阿拉沙和司、冰月及琥珀三人對決，敗給司。在解除石化後和賽諾一起留在馬丁加西亞島打造超合金之城。
夏綠蒂
配音員：日向未南
石化前是史丹利的部下之一，是戰鬥機駕駛員，從史丹利上聽到要保持清醒，於是在石化3700年之間保持意識清醒而復活。十分仰幕史丹利隊長，甚至加以模仿其打扮。曾和龍水來一場空中戰，敗北。會開槍，但射擊技術並不好。而在賽諾被綁架後，跟隨著史丹利前往南美洲。在阿拉沙進行決戰時不幸被蜘蛛咬傷，之後被西瓜救治，因此讓法蘭索瓦及西瓜成為了史丹利方的人質。在解除石化後和賽諾一起留在馬丁加西亞島打造超合金之城。
雷納德
配音員：山口令悟
石化前是海軍中的精英雷達員，從史丹利上聽到要保持清醒，於是在石化3700年之間保持意識清醒而復活，有著和羽京不相上下的聽力。

### 其它角色
WHY MAN
石化事件的元兇，石化裝置中的機械寄生生物。由於是寄生生物，所以必需仰賴他人幫自己更換鑽石電池才能存活下去，因此以為透過石化讓人類永生作條件人類便會幫自己存活，結果解除石化後的人類卻沒有打算對它們進行複製和更換電池，直到千空製造出GPS後才得知人類擁有高度智慧卻不願永生，無法理解的情況下只好不停發出「WHY」此一訊息。
REI
平行世界的番外篇主角。百夜製作的小型球體機器人，由於缺乏開發經費，所以是用60塊手機基板所組成。灌有宇宙工學、地球科學和天文學等知識。在百夜等人從宇宙回航時幫忙大家做模擬和計算等工作。最後百夜將它留在太空站返回地球，留下了「會再回來見它」的約定。為了遵守這個約定，一個人在外太空不停修復並改造自己，努力地活下去。但因為百夜沒有輸入人類壽命相關知識，並沒有意識到以壽命而言百夜已去世這件事。過了三千七百年，千空甦醒後還是在自己用3D列印打造的新ISS站，在無盡的太空中等著百夜回去。正傳世界中ISS站已經在百夜等人回到地球一年後燒毀。

## 出版書籍

### 漫畫
| 卷數 | 集英社    | 集英社       | 集英社                 | 玉皇朝                 | 玉皇朝             | 玉皇朝                 | 東立出版社             | 東立出版社               | 東立出版社         | 长春出版社                           | 长春出版社                       |
| 卷數 | 日文標題  | 發售日期     | ISBN                   | 香港標題               | 發售日期           | ISBN                   | 台灣標題               | 發售日期                 | ISBN/EAN           | 發售日期                             | ISBN                             |
| ---- | --------- | ------------ | ---------------------- | ---------------------- | ------------------ | ---------------------- | ---------------------- | ------------------------ | ------------------ | ------------------------------------ | -------------------------------- |
| 1    |           | 2017年7月4日 | ISBN 978-4-08-881184-0 | STONE WORLD            | 2017年11月7日      | ISBN 978-988-8436-82-8 | STONE WORLD            | 2017年12月13日           | EAN 471094555383-2 | 2024年3月                            | ISBN 978-7-5445-7324-5（限定版） |
| 1    | 2025年2月 | 2017年7月4日 | ISBN 978-4-08-881184-0 | STONE WORLD            | 2017年11月7日      | ISBN 978-988-8436-82-8 | STONE WORLD            | 2017年12月13日           | EAN 471094555383-2 | ISBN 978-7-5445-7425-9 （1-27册）    |                                  |
| 2    | 2025年2月 |              | 2017年9月4日           | ISBN 978-4-08-881259-5 | 石之世界的兩個王國 | 2017年12月29日         | ISBN 978-988-8436-88-0 | 石之世界的兩個國度       | 2018年4月20日      | EAN 471094555540-9                   | ISBN 978-7-5445-7425-9           |
| 3    | 2025年2月 |              | 2017年12月4日          | ISBN 978-4-08-881288-5 | 200萬年的所在      | 2018年2月12日          | ISBN 978-988-8507-01-6 | 200萬年的所在            | 2018年5月18日      | EAN 471094555541-6                   | ISBN 978-7-5445-7425-9           |
| 4    | 2025年2月 |              | 2018年2月2日           | ISBN 978-4-08-881341-7 | SENKU'S LAB        | 2018年5月2日           | ISBN 978-988-8507-19-1 | SENKU'S LAB              | 2018年6月22日      | ISBN 978-957-26-0754-1               | ISBN 978-7-5445-7425-9           |
| 5    | 2025年2月 |              | 2018年4月4日           | ISBN 978-4-08-881381-3 | 幾千年物語         | 2018年7月11日          | ISBN 978-988-8507-40-5 | 數千年物語               | 2018年8月2日       | ISBN 978-957-26-1131-9               | ISBN 978-7-5445-7425-9           |
| 6    | 2025年2月 |              | 2018年7月4日           | ISBN 978-4-08-881558-9 | STONE WARS         | 2018年11月8日          | ISBN 978-988-8507-73-3 | STONE WARS               | 2018年11月8日      | ISBN 978-957-26-1660-4               | ISBN 978-7-5445-7425-9           |
| 7    | 2025年2月 |              | 2018年9月4日           | ISBN 978-4-08-881610-4 | 前往無限遠方的聲音 | 2018年12月11日         | ISBN 978-988-8507-77-1 | 聲音傳向無限的彼方       | 2018年12月27日     | ISBN 978-957-26-1903-2               | ISBN 978-7-5445-7425-9           |
| 8    | 2025年2月 |              | 2018年12月4日          | ISBN 978-4-08-881667-8 | HOT LINE           | 2019年3月25日          | ISBN 978-988-8584-06-2 | HOT LINE                 | 2019年3月15日      | ISBN 978-957-26-2348-0               | ISBN 978-7-5445-7425-9           |
| 9    | 2025年2月 |              | 2019年2月4日           | ISBN 978-4-08-881726-2 | FINAL BATTLE       | 2019年6月11日          | ISBN 978-988-8584-27-7 | FINAL BATTLE             | 2019年6月3日       | ISBN 978-957-26-2895-9               | ISBN 978-7-5445-7425-9           |
| 10   | 2025年2月 |              | 2019年4月4日           | ISBN 978-4-08-881801-6 | 人類之翼           | 2019年8月29日          |                        | 人類的翅膀               | 2019年8月5日       | ISBN 978-957-26-3229-1               | ISBN 978-7-5445-7425-9           |
| 11   | 2025年2月 |              | 2019年7月4日           | ISBN 978-4-08-881881-8 | First contact      | 2019年10月25日         | ISBN 978-988-8584-62-8 | 第一次接觸               | 2019年11月8日      | ISBN 978-957-26-3789-0               | ISBN 978-7-5445-7425-9           |
| 12   | 2025年2月 |              | 2019年9月4日           | ISBN 978-4-08-882055-2 | 石化的秘密         | 2019年12月5日          | ISBN 978-988-8584-80-2 | 石化的秘密               | 2020年1月2日       | ISBN 978-957-26-4137-8               | ISBN 978-7-5445-7425-9           |
| 13   | 2025年2月 |              | 2019年11月1日          | ISBN 978-4-08-882106-1 | SCIENCE WARS       | 2019年12月28日         | ISBN 978-988-8584-91-8 | SCIENCE WARS             | 2020年3月5日       | ISBN 978-957-26-4478-2               | ISBN 978-7-5445-7425-9           |
| 14   | 2025年2月 |              | 2020年2月4日           | ISBN 978-4-08-882206-8 | 石化光線之真面目   | 2020年3月28日          | ISBN 978-988-8671-18-2 | 石化光線的原始面貌       | 2020年6月29日      | ISBN 978-957-26-5015-8               | ISBN 978-7-5445-7425-9           |
| 15   | 2025年2月 |              | 2020年4月3日           | ISBN 978-4-08-882255-6 | 最強武器是         | 2020年7月18日          | ISBN 978-988-8671-47-2 | 最強的武器是             | 2020年8月13日      | ISBN 978-957-26-5127-8               | ISBN 978-7-5445-7425-9           |
| 16   | 2025年2月 |              | 2020年7月3日           | ISBN 978-4-08-882350-8 | MEDUSA VS SCIENCE  | 2020年10月10日         | ISBN 978-988-8671-66-3 | MEDUSA VS SCIENCE        | 2020年10月19日     | ISBN 978-957-26-5592-4               | ISBN 978-7-5445-7425-9           |
| 17   | 2025年2月 |              | 2020年9月4日           | ISBN 978-4-08-882405-5 | 地球的開拓者們     | 2021年2月5日           | ISBN 978-988-8671-77-9 | 地球的開拓者們           | 2020年12月28日     | ISBN 978-957-26-5820-8               | ISBN 978-7-5445-7425-9           |
| 18   | 2025年2月 |              | 2020年11月4日          | ISBN 978-4-08-882473-4 | SCIENCE IS ELEGANT | 2021年4月28日          | ISBN 978-988-8742-31-8 | SCIENCE IS ELEGANT       | 2021年3月5日       | ISBN 978-957-26-6109-3               | ISBN 978-7-5445-7425-9           |
| 19   | 2025年2月 |              | 2021年1月4日           | ISBN 978-4-08-882550-2 | 100萬人的CORN CITY | 2021年8月9日           | ISBN 978-988-8742-56-1 | 100萬人的玉米城          | 2021年5月21日      | ISBN 978-957-26-6383-7               | ISBN 978-7-5445-7425-9           |
| 20   | 2025年2月 |              | 2021年4月2日           | ISBN 978-4-08-882598-4 | MEDUSA MECHANISM   | 2021年10月29日         | ISBN 978-988-8742-72-1 | MEDUSA MECHANISM         | 2021年10月18日     | ISBN 978-957-26-6945-7               | ISBN 978-7-5445-7425-9           |
| 21   | 2025年2月 |              | 2021年6月4日           | ISBN 978-4-08-882687-5 | STONE SANCTUARY    | 2022年1月8日           | ISBN 978-988-8742-78-3 | STONE SANCTUARY          | 2021年12月20日     | ISBN 978-957-26-7292-1               | ISBN 978-7-5445-7425-9           |
| 22   | 2025年2月 |              | 2021年8月4日           | ISBN 978-4-08-882735-3 | OUR STONE WORLD    | 2022年4月12日          | ISBN 978-988-8783-35-9 | OUR STONE WORLD          | 2022年3月3日       | ISBN 978-957-26-7661-5               | ISBN 978-7-5445-7425-9           |
| 23   | 2025年2月 |              | 2021年11月4日          | ISBN 978-4-08-882820-6 | FUTURE ENGINE      | 2022年6月14日          | ISBN 978-988-8783-81-6 | FUTURE ENGINE            | 2022年5月3日       | ISBN 978-957-26-8240-1               | ISBN 978-7-5445-7425-9           |
| 24   | 2025年2月 |              | 2022年1月4日           | ISBN 978-4-08-882877-0 | STONE TO SPACE     | 2022年7月27日          | ISBN 978-988-8783-91-5 | STONE TO SPACE           | 2022年8月18日      | ISBN 978-957-26-8596-9               | ISBN 978-7-5445-7425-9           |
| 25   | 2025年2月 |              | 2022年3月4日           | ISBN 978-4-08-883032-2 | 0                  | 2022年8月31日          | ISBN 978-988-8783-92-2 | 0                        | 2022年11月3日      | ISBN 978-957-26-9009-3               | ISBN 978-7-5445-7425-9           |
| 26   | 2025年2月 |              | 2022年7月4日           | ISBN 978-4-08-883160-2 | 令人興奮的未來     | 2022年11月10日         | ISBN 978-988-8821-10-5 | 讓人對未來躍躍欲試的東西 | 2023年1月3日       | ISBN 978-957-26-9994-2               | ISBN 978-7-5445-7425-9           |
| 27   | 2025年2月 |              | 2024年4月4日           | ISBN 978-4-08-884037-6 | FUTURE SCIENCE     | 2024年6月29日          | ISBN 978-988-8886-24-1 | FUTURE SCIENCE           | 2024年10月31日     | ISBN 978-626-02-2093-8（首刷附錄版） | ISBN 978-7-5445-7425-9           |

Dr.STONE reboot：百夜
| 卷數 | 集英社 | 集英社       | 集英社                 | 東立出版社 | 東立出版社    | 東立出版社             |
| 卷數 | 副標題 | 發售日期     | ISBN                   | 中文副標題 | 發售日期      | ISBN                   |
| ---- | ------ | ------------ | ---------------------- | ---------- | ------------- | ---------------------- |
| 全   |        | 2020年3月4日 | ISBN 978-4-08-882244-0 | 我在這裡   | 2020年10月5日 | ISBN 978-957-26-5459-0 |

### 公式書
| 卷數 | 集英社 | 集英社       | 集英社                 | 東立出版社                | 東立出版社     | 東立出版社             |
| 卷數 | 副標題 | 發售日期     | ISBN                   | 中文副標題                | 發售日期       | ISBN                   |
| ---- | ------ | ------------ | ---------------------- | ------------------------- | -------------- | ---------------------- |
| 全   |        | 2022年8月4日 | ISBN 978-4-08-883248-7 | 公式漫迷手冊 科學王國事典 | 2024年11月21日 | ISBN 978-626-372-459-4 |

### 小說
著者：森本市夫，原作：稻垣理一郎，作畫：Boichi，由集英社出版於「JUMP j BOOKS」
| 卷數 | 集英社 | 集英社       | 集英社                 | 東立出版社     | 東立出版社    | 東立出版社             |
| 卷數 | 副標題 | 發售日期     | ISBN                   | 中文副標題     | 發售日期      | ISBN                   |
| ---- | ------ | ------------ | ---------------------- | -------------- | ------------- | ---------------------- |
| 1    |        | 2019年2月4日 | ISBN 978-4-08-703472-1 | 星之夢、地之歌 | 2021年1月25日 | ISBN 978-957-266-251-9 |
| 2    |        | 2020年4月3日 | ISBN 978-4-08-703493-6 | 向未來發聲     | 2021年3月18日 | ISBN 978-957-266-502-2 |

### 月曆
| 卷數 | 集英社 | 集英社       | 集英社                 |
| 卷數 | 副標題 | 發售日期     |                        |
| ---- | ------ | ------------ | ---------------------- |
| 全   |        | 2020年9月4日 | ISBN 978-4-08-908390-1 |

## 電視動畫

### 製作人員
- 原作：稻垣理一郎、Boichi
- 導演：飯野慎也
- 副導演：川尻健太郎
- 系列構成、劇本：木戶雄一郎
- 人物設定：岩佐裕子
- 道具設計：小坂知、三浦厚也、金甫旻
- 工作設計、佈置作畫監督：水村良男
- 主要動畫、動作作畫監督： 堀内博之
- 美術監督：吉原俊一郎（日语：吉原俊一郎）
- 美術設定：青木智由紀
- 色彩設計：中尾聡子
- 攝影監督：葛山剛士
- 剪輯：坂本久美子（日语：坂本久美子）
- 音響監督：明田川仁
- 音樂：加藤達也、堤博明（日语：堤博明）、YUKI KANESAKA
- 音樂製作：小林健樹（日语：小林健樹）
- 製片人：松谷浩明、竹村逸平、高澤邦仁、佐藤奏太
- 動畫製作人：片桐秀介
- 動畫製作：TMS娛樂
- 製作：Dr.STONE製作委員會

### 主題曲
第1期
片頭曲
「Good Morning World!」（第1話—第13話）
作詞、作曲：熊谷和海，編曲：いしわたり淳治、熊谷和海，演唱：BURNOUT SYNDROMES
第1話作為片尾曲使用。第23話作為插入曲使用
「三原色」（第14話—第24話）
作詞：，作曲、編曲、演唱：PELICAN FANCLUB
第二季第10話作為插入曲使用。
片尾曲
（第2話—第13話）
作詞：Rude-α、Loren Kaori，作曲：shin sakiura、Rude-α，編曲：shin sakiura，演唱：Rude-α
（夢幻般的故事）（第14話—第24話）
作詞、作曲、編曲、演唱：佐伯ユウスケ
插曲
「One Small Step」（第16、24話）
作詞：，作曲、編曲：堤博明，Vocal錄音：Martin Hannah
演唱：莉莉安·韋恩伯格（Song Performed by Laura Pitt-Pulford）
「Trash is a Treasure」（第17話）
作詞、作曲、編曲：YUKI KANESAKA，Vocal錄音：Martin Hannah
演唱：莉莉安·韋恩伯格（Song Performed by Laura Pitt-Pulford）
「Won't give up」（第17話）
作詞：、JAKAZ，作曲、編曲：加藤達也，Vocal錄音：Martin Hannah
演唱：莉莉安·韋恩伯格（Song Performed by Laura Pitt-Pulford）
（第23話）
作詞：YUKI KANESAKA、稻垣理一郎，作曲、編曲：YUKI KANESAKA
演唱：淺霧幻（河西健吾）
第2期
片頭曲
作詞、作曲：，編曲、演唱：
第1話作為片尾曲使用
片尾曲
作詞、作曲、演唱：，編曲：江口亮
插曲
「One Small Step」（第1話、第3話、第4話）
作詞：，作曲、編曲：堤博明，Vocal錄音：Martin Hannah
演唱：莉莉安·韋恩伯格（Song Performed by Laura Pitt-Pulford）
「The Plan」（第11話）
作詞，演唱：Chica、作曲，編曲：堤博明
特別篇 龍水
片頭曲「Good Morning [New] World!」
作詞、作曲：熊谷和海，編曲：岸田勇氣、熊谷和海，弦樂編曲：岸田勇氣、岩嵜壯志，演唱：BURNOUT SYNDROMES
第3期
片頭曲
編曲：，作詞、作曲、主唱：
片頭曲
作詞、作曲、編曲、主唱：清竜人
片尾曲「Where Do We Go?」（我們該往何處？）
作詞：，作曲：、，編曲、主唱：OKAMOTO'S
片尾曲（隨心所欲吧）
作詞、作曲、主唱：Anly
第4期
片頭曲「CASANOVA POSSE」
作詞、作曲：LEO、編曲、主唱：ALI
片頭曲「SUPERNOVA」
作詞、作曲：谷口鮪、編曲、主唱：KANA-BOON
片尾曲「Rolling Stone」
作詞、作曲：高木祥太、編曲、主唱：
片尾曲「no man's world」
作詞、作曲：音羽-otoha-、編曲：赤山コウ • 音羽-otoha-、主唱：音羽-otoha-

### 各話列表
| 話數   | 標題          | 劇本       | 分鏡                                 | 演出                           | 作畫監督 | 總作畫監督                                                           | 首播日期       |       |       |       |       |       |       |       |       |       |       |       |       |       |       |       |       |       |
| 第1季  | 第1季         | 第1季      | 第1季                                | 第1季                          | 第1季 | 第1季                                                                | 第1季          | 第1季 | 第1季 | 第1季 | 第1季 | 第1季 | 第1季 | 第1季 | 第1季 | 第1季 | 第1季 | 第1季 | 第1季 | 第1季 | 第1季 | 第1季 | 第1季 | 第1季 |
| ------ | ------------- | ---------- | ------------------------------------ | ------------------------------ | --- | -------------------------------------------------------------------- | -------------- | ----- | ----- | ----- | ----- | ----- | ----- | ----- | ----- | ----- | ----- | ----- | ----- | ----- | ----- | ----- | ----- | ----- |
| 1      |               | 木戶雄一郎 | 飯野慎也                             | 飯野慎也                       | 村谷貴志 | 岩佐裕子                                                             | 2019年 7月5日  |       |       |       |       |       |       |       |       |       |       |       |       |       |       |       |       |       |
| 2      |               | 木戶雄一郎 | 紅優、鵜飼悠紀                       | 原田奈奈                       | 宮西多麻子 | 岩佐裕子                                                             | 7月12日        |       |       |       |       |       |       |       |       |       |       |       |       |       |       |       |       |       |
| 3      | 科学的武器    | 木戶雄一郎 | 大庭秀昭                             | 大庭秀昭                       | 福田周平、芦谷耕平、富永真理 | 岩佐裕子、寺尾憲治                                                   | 7月19日        |       |       |       |       |       |       |       |       |       |       |       |       |       |       |       |       |       |
| 4      |               | 木戶雄一郎 | 鍋島修                               |                                | LAN YANJUN、TANG TANG、MAO MANLI、DONG DONG、ZHAO FEIYA、CHEN JIANG、JIANG YONG、WANG JUN                                             | 村谷貴志、芝美奈子、富永真理、宮西多麻子                             | 7月26日        |       |       |       |       |       |       |       |       |       |       |       |       |       |       |       |       |       |
| 5      |               | 木戶雄一郎 | 紅優、鵜飼悠紀                       | 池田智美                       | 岩岡優子、次橋有紀、三浦雅子 | 村谷貴志、芝美奈子、宮西多麻子                                       | 8月2日         |       |       |       |       |       |       |       |       |       |       |       |       |       |       |       |       |       |
| 6      |               | 木戶雄一郎 | 紅優、鵜飼悠紀                       | 原田奈奈                       | 米本奈苗、森七奈、小美户幸代 | 富永真理、芝美奈子、宮西多麻子、村谷貴志                             | 8月9日         |       |       |       |       |       |       |       |       |       |       |       |       |       |       |       |       |       |
| 7      |               | 木戶雄一郎 | 鍋島修                               | 鍋島修、川尻健太郎             | 山中純子、石井祐美子、三浦雅子、次橋有紀、宍戶久美子                                                                                  | 富永真理、芝美奈子、宮西多麻子、村谷貴志                             | 8月16日        |       |       |       |       |       |       |       |       |       |       |       |       |       |       |       |       |       |
| 8      |               | 木戶雄一郎 | 大庭秀昭                             | 大庭秀昭                       | 福田周平、芦谷耕平、松下純子、岩岡優子、井野真理惠                                                                                    | 村谷貴志、芝美奈子、宮西多麻子、寺尾憲治、富永真理                   | 8月23日        |       |       |       |       |       |       |       |       |       |       |       |       |       |       |       |       |       |
| 9      |               | 木戶雄一郎 | 長沼範裕                             | 池田智美                       | 森七奈、次橋有紀、萩原正人、田中彩、Chang Bum Chul                                                                                    | 宮西多麻子、芝美奈子、富永真理、村谷貴志                             | 8月30日        |       |       |       |       |       |       |       |       |       |       |       |       |       |       |       |       |       |
| 10     |               | 木戶雄一郎 | 川尻健太郎                           | 川尻健太郎、小野田雄亮         | 三浦雅子、南伸一郎、jumondou seoul | 宮西多麻子、芝美奈子、富永真理、村谷貴志                             | 9月6日         |       |       |       |       |       |       |       |       |       |       |       |       |       |       |       |       |       |
| 11     | 清晰的世界    | 木戶雄一郎 | 小森秀人                             | 原田奈奈                       | 小美户幸代、松坂定俊、飯飼一幸、山中純子、宍户久美子、小林理 次橋有紀                                                                 | 宮西多麻子、芝美奈子、富永真理、村谷貴志                             | 9月13日        |       |       |       |       |       |       |       |       |       |       |       |       |       |       |       |       |       |
| 12     |               | 木戶雄一郎 | 町谷俊輔                             | 大庭秀昭                       | 森七奈、岩岡優子、松下純子、次橋有紀                                                                                                  | 宮西多麻子、芝美奈子、富永真理、村谷貴志                             | 9月20日        |       |       |       |       |       |       |       |       |       |       |       |       |       |       |       |       |       |
| 13     |               | 木戶雄一郎 | 川尻健太郎                           | 金子篤二                       | 中熊太一、飯飼一幸、齊藤和也、福田周平、小美戶幸代                                                                                    | 宮西多麻子、芝美奈子、富永真理、村谷貴志、寺尾憲治                   | 9月27日        |       |       |       |       |       |       |       |       |       |       |       |       |       |       |       |       |       |
| 14     | 火焰大師      | 木戶雄一郎 | 大庭秀昭                             | 鍋島修                         | 渡邊一平太、迎千葉瑠、平野翔、河本華穂、森谷春樹                                                                                      | 宮西多麻子、芝美奈子、富永真理、村谷貴志                             | 10月4日        |       |       |       |       |       |       |       |       |       |       |       |       |       |       |       |       |       |
| 15     | 200萬年的結晶 | 木戶雄一郎 | 鍋島修                               | 池田智美                       | Chang Bum Chul、Heo Hye Jun | 宮西多麻子、芝美奈子、富永真理、村谷貴志                             | 10月11日       |       |       |       |       |       |       |       |       |       |       |       |       |       |       |       |       |       |
| 16     |               | 木戶雄一郎 | 町谷俊輔                             | 原田奈奈                       | 森七奈、小美戶幸代、宍戶久美子、小林理、三浦雅子                                                                                      | 岩佐裕子、芝美奈子、富永真理、村谷貴志、宮西多麻子                   | 10月18日       |       |       |       |       |       |       |       |       |       |       |       |       |       |       |       |       |       |
| 17     | 百夜與千空    | 木戶雄一郎 | 森本育郎                             | 原田奈奈、川尻健太郎           | 宮西多麻子、森七奈、岩岡優子、南伸一郎、次橋有紀                                                                                      | 村谷貴志、芝美奈子、岩佐裕子                                         | 10月25日       |       |       |       |       |       |       |       |       |       |       |       |       |       |       |       |       |       |
| 18     | 石之战争      | 木戶雄一郎 | 大庭秀昭                             | 大庭秀昭                       | 井元一彰、小美户幸代、福田周平、中熊太一、三浦雅子、松下純子                                                                          | 村谷貴志、芝美奈子、宮西多麻子、森七奈、寺尾憲治、岩佐裕子、藤井貴文 | 11月1日        |       |       |       |       |       |       |       |       |       |       |       |       |       |       |       |       |       |
| 19     |               | 木戶雄一郎 | 前澤大樹                             | 吉田俊司                       | 成松義人、田之上慎、飯飼一幸、柳孝相、門智昭                                                                                          | 岩佐裕子、芝美奈子、宮西多麻子、山中純子、富永真理                   | 11月8日        |       |       |       |       |       |       |       |       |       |       |       |       |       |       |       |       |       |
| 20     | 动力的时代    | 木戶雄一郎 | 小山櫻                               | 菅原静貴、池田智美             | 南伸一郎、小林理、山本正文、飯飼一幸                                                                                                  | 村谷貴志、芝美奈子、宮西多麻子、富永真理                             | 11月15日       |       |       |       |       |       |       |       |       |       |       |       |       |       |       |       |       |       |
| 21     |               | 木戶雄一郎 | 鍋島修                               | 中村哲治、鍋島修               | 渡邊一平太.迎千葉瑠、平野翔、河本華穂、森谷春樹                                                                                       | 富永真理、宮西多麻子、村谷貴志、山中純子、芝美奈子                   | 11月22日       |       |       |       |       |       |       |       |       |       |       |       |       |       |       |       |       |       |
| 22     |               | 木戶雄一郎 | 前澤大樹                             | 原田奈奈、小坂知               | 小美戶幸代、森七奈、宍戶久美子、中熊太一、山本里織、次橋有紀、萩原正人                                                                | 富永真理、芝美奈子、宮西多麻子、村谷貴志                             | 11月29日       |       |       |       |       |       |       |       |       |       |       |       |       |       |       |       |       |       |
| 23     | 科學的波浪    | 木戶雄一郎 | 飯野慎也、大庭秀昭、川尻健太郎       | 飯野慎也、大庭秀昭、川尻健太郎 | 井元一彰、三浦雅子、小林理、松下純子、松本澄子、Chang Bum Chul、Heo Hye Jung                                                          | 岩佐裕子、村谷貴志、芝美奈子、宮西多麻子、富永真理                   | 12月6日        |       |       |       |       |       |       |       |       |       |       |       |       |       |       |       |       |       |
| 24     |               | 木戶雄一郎 | 森本育郎、飯野慎也                   | 池田智美、飯野慎也             | 森七奈、岩岡優子、小美户幸代、次橋有紀、宍戸久美子、萩原正人、中熊太一、山中純子                                                      | 岩佐裕子、村谷貴志、芝美奈子、宮西多麻子、富永真理                   | 12月13日       |       |       |       |       |       |       |       |       |       |       |       |       |       |       |       |       |       |
| 第2季  |               |            |                                      |                                | |                                                                      |                |       |       |       |       |       |       |       |       |       |       |       |       |       |       |       |       |       |
| 1      | 石之戰爭 開始 | 木戶雄一郎 | 飯野慎也                             | 原田奈奈                       | 森七奈、小林理、小林利充、小美戶幸代、三浦雅子、宮西多麻子                                                                            | 岩佐裕子、森七奈、富永真理                                           | 2021年 1月14日 |       |       |       |       |       |       |       |       |       |       |       |       |       |       |       |       |       |
| 2      | 熱線          | 木戶雄一郎 | 川尻健太郎                           | 川尻健太郎                     | 山中純子、富永真理、川尻健太郎、小林利充                                                                                              | 森七奈、富永真理、村谷貴志                                           | 1月21日        |       |       |       |       |       |       |       |       |       |       |       |       |       |       |       |       |       |
| 3      |               | 木戶雄一郎 | 鍋島修                               | 鍋島修                         | 森七奈、小美戶幸代、宮西多麻子 | 岩佐裕子、森七奈                                                     | 1月28日        |       |       |       |       |       |       |       |       |       |       |       |       |       |       |       |       |       |
| 4      | 全軍出擊      | 木戶雄一郎 | 飯野慎也                             | 池田智美                       | 宮西多麻子、小美戶幸代 | 富永真理、村谷貴志                                                   | 2月4日         |       |       |       |       |       |       |       |       |       |       |       |       |       |       |       |       |       |
| 5      |               | 木戶雄一郎 | 川尻健太郎                           | 川尻健太郎                     | 山中純子、次橋有紀、川尻健太郎、小美野雅彦                                                                                            | 岩佐裕子、森七奈                                                     | 2月11日        |       |       |       |       |       |       |       |       |       |       |       |       |       |       |       |       |       |
| 6      |               | 木戶雄一郎 | 宮地昌幸                             | 原田奈奈                       | 山中純子、小林利充、小林理 | 富永真理、村谷貴志                                                   | 2月18日        |       |       |       |       |       |       |       |       |       |       |       |       |       |       |       |       |       |
| 7      |               | 木戶雄一郎 | 鍋島修                               | 鍋島修                         | 谷口繁則、平野翔、松下純子、渡邊一平太、宮西多麻子                                                                                    | 岩佐裕子、森七奈                                                     | 2月25日        |       |       |       |       |       |       |       |       |       |       |       |       |       |       |       |       |       |
| 8      |               | 木戶雄一郎 | 長沼範裕                             | 原田奈奈                       | 宮西多麻子、小美戶幸代、次橋有紀 | 富永真理、村谷貴志                                                   | 3月4日         |       |       |       |       |       |       |       |       |       |       |       |       |       |       |       |       |       |
| 9      |               | 木戶雄一郎 | 飯野慎也                             | 池田智美、飯野慎也             | 山中純子、森七奈、宮西多麻子、小林利充、北村友幸、小坂知、小林理                                                                      | 岩佐裕子、森七奈、宮西多麻子、山中純子                               | 3月11日        |       |       |       |       |       |       |       |       |       |       |       |       |       |       |       |       |       |
| 10     |               | 木戶雄一郎 | 川尻健太郎                           | 川尻健太郎                     | 富永真理、山中純子、森七奈、川尻健太郎、小美戶幸代、別所優希                                                                          | 富永真理、山中純子、村谷貴志、森七奈                                 | 3月18日        |       |       |       |       |       |       |       |       |       |       |       |       |       |       |       |       |       |
| 11     |               | 木戶雄一郎 | 飯野慎也                             | 原田奈奈                       | 小美野雅彦 小林利充 山中純子 宮西多麻子 北村友幸 次橋有紀 三浦雅子 松井瑠生                                                           | 岩佐裕子、森七奈、山中純子、宮西多麻子                               | 3月25日        |       |       |       |       |       |       |       |       |       |       |       |       |       |       |       |       |       |
| 特別篇 |               |            |                                      |                                | |                                                                      |                |       |       |       |       |       |       |       |       |       |       |       |       |       |       |       |       |       |
| 特別篇 | Dr.STONE 龍水 | 木戶雄一郎 | 松下周平、畑博之、町谷俊輔、原田奈奈 | 原田奈奈                       | 富永真理、森七奈 宮西多麻子、山中純子、小美戶幸代、次橋有紀、小林多加志、水谷麻美子、佐佐木敏子、趙雅羅、日下岳史、岩佐裕子、村谷貴志 | -                                                                    | 2022年 7月10日 |       |       |       |       |       |       |       |       |       |       |       |       |       |       |       |       |       |
| 第3季  |               |            |                                      |                                | |                                                                      |                |       |       |       |       |       |       |       |       |       |       |       |       |       |       |       |       |       |
| 1      |               | 木戶雄一郎 | 高木真司                             | 池田智美                       | 山中純子、小美戶幸代、次橋有紀、三浦雅子、林飛鳥                                                                                      | 富永真理、村谷貴志、宮西多麻子                                       | 2023年 4月6日  |       |       |       |       |       |       |       |       |       |       |       |       |       |       |       |       |       |
| 2      |               | 木戶雄一郎 | 畑博之                               | 小坂知                         | 日下岳史、白原繼實 | 富永真理.村谷貴志、山中純子、森七奈                                  | 4月13日        |       |       |       |       |       |       |       |       |       |       |       |       |       |       |       |       |       |
| 3      | 第一次接觸    | 木戶雄一郎 | 葛西良信                             | 葛西良信                       | 西村元秀、櫻井拓郎 針生愛里、BigOwl                                                                                                   | 富永真理、村谷貴志、宮西多麻子、山中純子                             | 4月20日        |       |       |       |       |       |       |       |       |       |       |       |       |       |       |       |       |       |
| 4      | 科學之眼      | 木戶雄一郎 | 佐藤真司 小川大輝                    | 粟井重紀                       | 森七奈、次橋有紀、中熊太一、小林利充、三浦雅子、中俁由貴乃                                                                            | 山中純子、富永真理、村谷貴志                                         | 4月27日        |       |       |       |       |       |       |       |       |       |       |       |       |       |       |       |       |       |
| 5      |               | 木戶雄一郎 | 西澤千惠                             | 原田奈奈                       | 宮西多麻子、小美戶幸代、松井瑠生、井元一彰                                                                                            | 山中純子、富永真理                                                   | 5月4日         |       |       |       |       |       |       |       |       |       |       |       |       |       |       |       |       |       |
| 6      |               | 木戶雄一郎 | 高木真司                             | 小坂知                         | 大釜沙也佳 | 山中純子、富永真理、森七奈                                           | 5月11日        |       |       |       |       |       |       |       |       |       |       |       |       |       |       |       |       |       |
| 7      |               | 木戶雄一郎 | 永居慎平                             | 池田智美                       | 井元一彰、小美戶幸代、松坂定俊、松井瑠生、針生愛里                                                                                    | 山中純子、富永真理、宮西多麻子                                       | 5月18日        |       |       |       |       |       |       |       |       |       |       |       |       |       |       |       |       |       |
| 8      |               | 木戶雄一郎 | 加瀨充子                             | 平向智子、毛應星、小坂知、     | 古谷田順久、松坂定俊、大塚美登理、櫻井拓郎、revival                                                                                   | 山中純子、富永真理、森七奈、村谷貴志、岩佐裕子                       | 5月25日        |       |       |       |       |       |       |       |       |       |       |       |       |       |       |       |       |       |
| 9      |               | 木戶雄一郎 | 原田奈奈                             | 西尾良寬                       | CHA MYOUNG JUN、KU JA CHEON | 山中純子、富永真理、宮西多麻子                                       | 6月1日         |       |       |       |       |       |       |       |       |       |       |       |       |       |       |       |       |       |
| 10     |               | 木戶雄一郎 | 清水聰                               | 小坂春女                       | 吉田隆彥、山中純子 | 富永真理、森七奈                                                     | 6月8日         |       |       |       |       |       |       |       |       |       |       |       |       |       |       |       |       |       |
| 11     |               | 木戶雄一郎 | 清水聰                               | 原田奈奈                       | 中山由美、宮西多麻子、小美戶幸代、中熊太一、井元一彰、針生愛里、林飛鳥                                                                | 山中純子、富永真理                                                   | 6月15日        |       |       |       |       |       |       |       |       |       |       |       |       |       |       |       |       |       |
| 12     |               | 木戶雄一郎 | 清水聰                               | 池田智美                       | 森七奈、富永真理、三浦雅子、井元一彰、松井瑠生、小美戶幸代、熊田亞輝、佐藤惠美                                                        | 森七奈、富永真理、宮西多麻子、山中純子                               | 10月12日       |       |       |       |       |       |       |       |       |       |       |       |       |       |       |       |       |       |
| 13     |               | 木戶雄一郎 | 清水聰                               | 黑田晃一郎                     | 大釜沙也佳、池原菜緒 | 宮西多麻子、富永真理、山中純子、村谷貴志                             | 10月19日       |       |       |       |       |       |       |       |       |       |       |       |       |       |       |       |       |       |
| 14     |               | 木戶雄一郎 | 東海林真一                           | 藤原和和                       | 中山由美、CHA MYOUNG JUN、KU JA CHEON                                                                                                 | 森七奈、山中純子、富永真理、村谷貴志                                 | 10月26日       |       |       |       |       |       |       |       |       |       |       |       |       |       |       |       |       |       |
| 15     |               | 木戶雄一郎 | 高木真司                             | 五月女有作                     | 水谷麻美子、中村統子、成元鎔 | 宮西多麻子、富永真理、山中純子、村谷貴志                             | 11月2日        |       |       |       |       |       |       |       |       |       |       |       |       |       |       |       |       |       |
| 16     |               | 木戶雄一郎 | 鍋島修                               | 鍋島修                         | 山中純子、小美戶幸代、松井瑠生、針生愛里、熊田亞輝、村松尚雄                                                                          | 森七奈、山中純子、 富永真理、村谷貴志                                | 11月9日        |       |       |       |       |       |       |       |       |       |       |       |       |       |       |       |       |       |
| 17     |               | 木戶雄一郎 | 西澤晉                               | 原田奈奈、小坂知               | 宮西多麻子、中熊太一、中山由美、CHA MYOUNG JUN、KU JA CHEON                                                                           | 宮西多麻子、山中純子、富永真理、村谷貴志                             | 11月16日       |       |       |       |       |       |       |       |       |       |       |       |       |       |       |       |       |       |
| 18     |               | 木戶雄一郎 | 高木真司                             | 小坂春女                       | 小美戶幸代、次橋有紀、阿曾仁美、松井瑠生、三浦雅子、北村友幸、大野勉                                                                  | 森七奈、山中純子、富永真理、村谷貴志                                 | 11月23日       |       |       |       |       |       |       |       |       |       |       |       |       |       |       |       |       |       |
| 19     |               | 木戶雄一郎 | 東海林真一                           | 池田智美                       | 宮西多麻子、山中純子、中熊太一、光之園 STUDIO CL                                                                                      | 宮西多麻子、山中純子、富永真理、村谷貴志                             | 11月30日       |       |       |       |       |       |       |       |       |       |       |       |       |       |       |       |       |       |
| 20     |               | 木戶雄一郎 | 小山大輝                             | 藤原和和                       | 菅野智之、熊田亞輝、針生愛里、大野勉、CHA MYOUNG JUN、KU JA CHEON、Xing Yue                                                           | 森七奈、山中純子、富永真理、村谷貴志、岩佐裕子                       | 12月7日        |       |       |       |       |       |       |       |       |       |       |       |       |       |       |       |       |       |
| 21     |               | 木戶雄一郎 | 清水聰                               | 原田奈奈                       | 中山由美、小美戶幸代、松井瑠生、宮西多麻子                                                                                            | 宮西多麻子、山中純子、富永真理、村谷貴志                             | 12月14日       |       |       |       |       |       |       |       |       |       |       |       |       |       |       |       |       |       |
| 22     |               | 木戶雄一郎 | 清水聰                               | 松下周平                       | 宮西多麻子、中熊太一、次橋有紀、井元一彰、古谷田順久                                                                                  | 山中純子.富永真理、 森七奈                                           | 12月21日       |       |       |       |       |       |       |       |       |       |       |       |       |       |       |       |       |       |
| 第4季  |               |            |                                      |                                | |                                                                      |                |       |       |       |       |       |       |       |       |       |       |       |       |       |       |       |       |       |
| 1      |               | 砂山藏澄   | 清水聰                               | 原田奈奈                       | 山中純子、森七奈、小美戶幸代、中熊太一                                                                                                | 山中純子、森七奈                                                     | 2025年 1月9日  |       |       |       |       |       |       |       |       |       |       |       |       |       |       |       |       |       |
| 2      |               | 砂山藏澄   | 大庭秀昭                             | 藤原和和                       | 森七奈、宮西多麻子、若山政志、小美戶幸代、中熊太一                                                                                    | 山中純子、森七奈、宮西多麻子                                         | 1月16日        |       |       |       |       |       |       |       |       |       |       |       |       |       |       |       |       |       |
| 3      |               | 金田一土   | 清水聰                               | 池田智美                       | 松井瑠生、次橋有紀、CHA MYOUNG JUN、KU JA CHEON                                                                                       | 山中純子、富永真理、村谷貴志                                         | 1月23日        |       |       |       |       |       |       |       |       |       |       |       |       |       |       |       |       |       |
| 4      |               | 砂山藏澄   | 西澤千惠                             | 山田加余仲                     | 岩佐裕子、瀧口弘喜、齋藤和也、服部真澄、高橋万帆、龍光                                                                                | 岩佐裕子、山中純子、富永真理、村谷貴志                               | 1月30日        |       |       |       |       |       |       |       |       |       |       |       |       |       |       |       |       |       |
| 5      |               | 金田一土   | 小山大輝                             | 佐藤                           | 小見川美穗、佐佐木萌 | 山中純子、森七奈                                                     | 2月6日         |       |       |       |       |       |       |       |       |       |       |       |       |       |       |       |       |       |
| 6      |               | 砂山藏澄   | 鍋島修                               | 鍋島修                         | 宮西多麻子、廣中千惠美、工藤裕加、STUDIO MASSKET                                                                                      | 山中純子、富永真理、村谷貴志、宮西多麻子                             | 2月13日        |       |       |       |       |       |       |       |       |       |       |       |       |       |       |       |       |       |
| 7      |               | 金田一土   | 清水聰                               | 吉田俊司                       | 中山由美、高山由江、森七奈、CHA MYOUNG JUN、KU JA CHEON                                                                               | 山中純子、森七奈                                                     | 2月20日        |       |       |       |       |       |       |       |       |       |       |       |       |       |       |       |       |       |
| 8      |               | 砂山藏澄   | 清水聰                               | 佐藤                           | MOOK Hary、小見川美穗、戶川克洋、吴晓菜                                                                                               | 山中純子、富永真理、村谷貴志                                         | 2月27日        |       |       |       |       |       |       |       |       |       |       |       |       |       |       |       |       |       |
| 9      |               | 金田一土   | 小山大輝                             | 池田智美                       | 廣中千惠美、次橋有紀、瀧口弘喜、松井瑠生、宮西多麻子、若山政志、小美戶幸代、黯編先                                                    | 山中純子、森七奈、宮西多麻子                                         | 3月6日         |       |       |       |       |       |       |       |       |       |       |       |       |       |       |       |       |       |
| 10     |               | 砂山藏澄   | 山田加余仲                           | 山田加余仲                     | 浦中利浩、福田典之、坂本弘美 | 山中純子、富永真理、村谷貴志                                         | 3月13日        |       |       |       |       |       |       |       |       |       |       |       |       |       |       |       |       |       |
| 11     |               | 金田一土   | 蘆野芳晴                             | 小坂知、原田奈奈               | 廣中千惠美、高山由江、中山由美、阿部千秋、吉田大洋、齊藤良成、次橋有紀、CHA MYOUNG JUN、KU JA CHEON                                   | 山中純子、森七奈                                                     | 3月20日        |       |       |       |       |       |       |       |       |       |       |       |       |       |       |       |       |       |
| 12     |               | 砂山藏澄   | 鍋島修                               | 鍋島修                         | 宮西多麻子、松井瑠生、北島勇樹、龍光、KU JA CHEON、CHA MYOUNG JUN、罗展、淨漢、毛缟斑、张曦萦、刘龙圣                                 | 山中純子、富永真理、宮西多麻子、村谷貴志                             | 3月27日        |       |       |       |       |       |       |       |       |       |       |       |       |       |       |       |       |       |
| 13     |               | 金田一土   | 島津裕行                             | 吉田俊司                       | 森七奈、小美戶幸代、高山由江、CHA MYOUNG JUN、KU JA CHEON                                                                             | 森七奈、山中純子、村谷貴志                                           | 7月10日        |       |       |       |       |       |       |       |       |       |       |       |       |       |       |       |       |       |
| 14     |               | 砂山藏澄   | 清水聰                               | 近藤伸隆                       | 福永啓人、西川真人、松下純子、上月庸介、趙越、房博雅、陳音、梁雅、白建章、何穎潔                                                      | 山中純子、富永真里                                                   | 7月17日        |       |       |       |       |       |       |       |       |       |       |       |       |       |       |       |       |       |
| 15     | 包圍網突破戰  | 金田一土   | 清水聰                               | 池田智美                       | 松井瑠生、廣中千惠美、齊藤良成、孙振亮、朱洪云、毛缟斑、CHA MYOUNG JUN、KU JA CHEON、Roccia Nobili                                    | 山中純子、富永真里                                                   | 7月24日        |       |       |       |       |       |       |       |       |       |       |       |       |       |       |       |       |       |
| 16     |               | 砂山藏澄   | 山田加余仲                           | 山田加余仲                     | 高山由江、廣中千惠美、松井瑠生、杜野都、Grand Guarrilla、小美戶幸代                                                                   | 山中純子、森七奈、村谷貴志                                           | 7月31日        |       |       |       |       |       |       |       |       |       |       |       |       |       |       |       |       |       |
| 17     |               | 金田一土   | 鍋島修                               | 鍋島修                         | 工藤裕加、山內亞紀、中山由美、高山由江、山道到威、宮西多麻子                                                                          | 森七奈、宮西多麻子、山中純子                                         | 8月7日         |       |       |       |       |       |       |       |       |       |       |       |       |       |       |       |       |       |
| 18     |               | 砂山藏澄   | 川端喬                               | 粟田重紀                       | 川島明子、柳一刀、关耳北南、夜星晨、羊光                                                                                              | 山中純子、富永真里、村谷貴志                                         | 8月14日        |       |       |       |       |       |       |       |       |       |       |       |       |       |       |       |       |       |

### 日本播放電視台
日本深夜動畫：下文記載的日本国内播放時間使用日本標準時間（UTC+9）表示。因為部分時間标识會採用30小时制，因此請留意这类超过24:00的时间，其實際播放時間為翌日清晨。

#### 电视播放
| 播放地區 | 播放電視台  | 播放日期       | 播放時間（UTC+9）                      | 備註              |
| -------- | ----------- | -------------- | -------------------------------------- | ----------------- |
| 東京都   | TOKYO MX    | 2019年7月5日—  | 星期五 22時00分 - 22時30分             |                   |
| 京都府   | 京都放送    | 2019年7月5日—  | 星期五 22時30分 - 23時00分             |                   |
| 兵庫縣   | SUN電視台   | 2019年7月5日—  | 星期五 23時30分 - 星期六 0時00分       |                   |
| 日本全國 | 日本BS放送  | 2019年7月5日—  | 星期五 23時30分 - 星期六 0時00分       | 衛星電視 / ANIME+ |
| 福岡縣   | TVQ九州放送 | 2019年7月9日—  | 星期二 2點00分 - 2點30分（星期一凌晨） |                   |
| 愛知縣   | 愛知電視台  | 2019年7月9日—  | 星期二 2點05分 - 2點35分（星期一凌晨） |                   |
| 宮城縣   | 東北放送    | 2019年7月9日—  | 星期二 2點10分 - 2點40分（星期一凌晨） |                   |
| 北海道   | TV北海道    | 2019年7月10日— | 星期三 2點10分 - 2點40分（星期二凌晨） |                   |

#### 网络播放
| 播放電視台 | 播放日期      | 播放時間（UTC+9）                | 備註 |
| DOCOMO動畫商城 | 2019年7月6日  | 星期六 0時00分（星期五凌晨）更新 |      |
| 亞馬遜影片、FOD、Google Play、YouTube、GYAO!ストア、HAPPY!動画、milplus、Netflix、Niconico動畫、索尼娛樂網路、Rakuten TV、Culture Convenience Club、ビデックスJP、アクトビラ、ゲオTV、萬代頻道、ひかりTV、ビデオパス、ビデオマーケット、ムービーフルPlus | 2019年7月8日  | 星期一 0時00分（星期日凌晨）更新 |      |
| AbemaTV、dTV、GYAO!、Hulu、J:COMオンデマンド、Niconico直播、あにてれ、アニメ放題、U-NEXT、ふらっと動画 | 2019年7月11日 | 星期四 0時00分（星期三凌晨）更新 |      |

### 海外播放
| 播映地區                     | 播映平台                           | 播映日期                    | 播映時間                                 | 備註         |
| 第1季                        | 第1季                              | 第1季                       | 第1季                                    | 第1季        |
| ---------------------------- | ---------------------------------- | --------------------------- | ---------------------------------------- | ------------ |
| 臺灣                         | 巴哈姆特動畫瘋                     | 2019年7月5日—12月13日       | 星期五（UTC+8）                          |              |
| 臺灣                         | 中華電信MOD                        | 2019年7月5日—12月13日       | 星期五（UTC+8）                          |              |
| 臺灣                         | Hami Video                         | 2019年7月5日—12月13日       | 星期五（UTC+8）                          |              |
| 臺灣                         | 遠傳friDay影音                     | 2019年7月5日—12月13日       | 星期五（UTC+8）                          |              |
| 臺灣                         | LINE TV                            | 2019年7月5日—12月13日       | 星期五（UTC+8）                          |              |
| 臺灣                         | KKTV                               | 2019年7月5日—12月13日       | 星期五（UTC+8）                          |              |
| 臺灣                         | WeTV                               | 2019年7月5日—12月13日       | 星期五（UTC+8）                          |              |
| 中國大陸、臺灣               | 愛奇藝                             | 2019年7月5日—12月13日       | 星期五（UTC+8）                          |              |
| 香港、澳門、臺灣             | bilibili                           | 2019年7月5日—12月13日       | 星期五（UTC+8）                          | [ 35 ]       |
| 中國大陸                     | 騰訊視頻                           | 2019年7月5日—12月13日       | 星期五（UTC+8）                          |              |
| 中國大陸                     | bilibili                           | 2019年7月5日—12月13日       | 星期五（UTC+8）                          | [ 36 ]       |
| 香港、澳門、馬來西亞、新加坡 | Ani-One中文官方動畫頻道（YouTube） | 2019年7月5日—12月13日       | 星期五（UTC+8）                          |              |
| 香港、臺灣                   | Disney+                            | 2022年10月12日全集上架      | 2022年10月12日全集上架                   | [ 37 ]       |
| 香港                         | ViuTV                              | 2021年9月11日—2022年2月26日 | 星期六（UTC+8）周六好戏势时段后          |              |
| 台湾                         | 卫视電影台                         | 2023年6月1日—6月16日        | 星期一到星期五（UTC+8）20:00             | 有線電視     |
| 中國大陸                     | bilibili                           | 2022年1月31日—3月17日       | 18:00（UTC+8）                           | 粵語配音版本 |
| 第2季                        |                                    |                             |                                          |              |
| 臺灣                         | 巴哈姆特動畫瘋                     | 2021年1月14日—3月25日       | 星期四（UTC+8）                          |              |
| 臺灣                         | 中華電信MOD                        | 2021年1月14日—3月25日       | 星期四（UTC+8）                          |              |
| 臺灣                         | Hami Video                         | 2021年1月14日—3月25日       | 星期四（UTC+8）                          |              |
| 臺灣                         | 遠傳friDay影音                     | 2021年1月14日—3月25日       | 星期四（UTC+8）                          |              |
| 臺灣                         | LINE TV                            | 2021年1月14日—3月25日       | 星期四（UTC+8）                          |              |
| 臺灣                         | KKTV                               | 2021年1月14日—3月25日       | 星期四（UTC+8）                          |              |
| 臺灣                         | MyVideo                            | 2021年1月14日—3月25日       | 星期四（UTC+8）                          |              |
| 中國大陸                     | bilibili                           | 2021年1月14日—3月25日       | 星期四（UTC+8）                          | [ 39 ]       |
| 中國大陸                     | 愛奇藝                             | 2021年1月14日—3月25日       | 星期四（UTC+8）                          |              |
| 中國大陸                     | 騰訊視頻                           | 2021年1月14日—3月25日       | 星期四（UTC+8）                          |              |
| 香港、台灣                   | myTV SUPER                         | 2021年1月28日—4月8日        | 星期四（UTC+8）                          |              |
| 香港、臺灣                   | Disney+                            | 2022年10月12日全集上架      | 2022年10月12日全集上架                   |              |
| 香港                         | ViuTV                              | 2022年3月6日—5月14日        | 星期六（UTC+8）《週六好戏势》 时段后     |              |
| 台湾                         | 卫视電影台                         | 2023年6月19日—6月28日       | 星期一到星期三（UTC+8）20:00             | 有線電視     |
| 第3季（上、下篇）            |                                    |                             |                                          |              |
| 臺灣                         | 巴哈姆特動畫瘋                     | 2023年4月6日—               | 星期四22：30（UTC+8）                    |              |
| 臺灣                         | 中華電信MOD                        | 2023年4月6日—               | 星期四22：30（UTC+8）                    |              |
| 臺灣                         | Hami Video                         | 2023年4月6日—               | 星期四22：30（UTC+8）                    |              |
| 臺灣                         | 遠傳friDay影音                     | 2023年4月6日—               | 星期四22：30（UTC+8）                    |              |
| 臺灣                         | LINE TV                            | 2023年4月6日—               | 星期四22：30（UTC+8）                    |              |
| 臺灣                         | KKTV                               | 2023年4月6日—               | 星期四22：30（UTC+8）                    |              |
| 臺灣                         | MyVideo                            | 2023年4月6日—               | 星期四22：30（UTC+8）                    |              |
| 臺灣                         | CATCHPLAY+                         | 2023年4月6日—               | 星期四22：30（UTC+8）                    |              |
| 香港、澳門、臺灣             | bilibili                           | 2023年4月6日—               | 星期四22：30（UTC+8）                    | [ 40 ]       |
| 中國大陸                     | bilibili                           | 2023年4月6日—               | 星期四22：30（UTC+8）                    | [ 41 ]       |
| Netflix 服務地區             | Netflix 服務地區                   | 2023年4月6日—               | 星期四22：30（UTC+8）                    | [ 42 ]       |
| 香港                         | ViuTV                              | 2024年3月30日—9月21日       | 星期六（UTC+8） 《週六好戲勢》时段后     | [ 38 ]       |
| 第4季（上、中、下篇）        |                                    |                             |                                          |              |
| 香港                         | ViuTV                              | 2025年7月5日—               | 星期六（UTC+8） 《道地星期六影院》时段后 | [ 70 ]       |

| 播映地區                           | 播映平台                           | 播映日期               | 播映時間                                                      | 備註           |
| 龍水【特別篇】                     | 龍水【特別篇】                     | 龍水【特別篇】         | 龍水【特別篇】                                                | 龍水【特別篇】 |
| ---------------------------------- | ---------------------------------- | ---------------------- | ------------------------------------------------------------- | -------------- |
| 臺灣                               | 巴哈姆特動畫瘋                     | 2022年7月10日全集上架  | 2022年7月10日全集上架                                         |                |
| 臺灣                               | 中華電信MOD                        | 2022年7月10日全集上架  | 2022年7月10日全集上架                                         |                |
| 臺灣                               | Hami Video                         | 2022年7月10日全集上架  | 2022年7月10日全集上架                                         |                |
| 臺灣                               | 遠傳friDay影音                     | 2022年7月10日全集上架  | 2022年7月10日全集上架                                         |                |
| 臺灣                               | LINE TV                            | 2022年7月10日全集上架  | 2022年7月10日全集上架                                         |                |
| 臺灣                               | KKTV                               | 2022年7月10日全集上架  | 2022年7月10日全集上架                                         |                |
| 臺灣                               | MyVideo                            | 2022年7月10日全集上架  | 2022年7月10日全集上架                                         |                |
| 臺灣                               | CATCHPLAY+                         | 2022年7月10日全集上架  | 2022年7月10日全集上架                                         |                |
| 香港、澳門、臺灣、馬來西亞、新加坡 | Ani-One中文官方動畫頻道（YouTube） | 2022年7月10日全集上架  | 2022年7月10日全集上架                                         |                |
| 中國大陸、香港、澳門、臺灣         | bilibili                           | 2022年7月10日全集上架  | 2022年7月10日全集上架                                         |                |
| 香港、臺灣                         | Disney+                            | 2022年8月12日全集上架  | 2022年8月12日全集上架                                         |                |
| Netflix 服務地區                   | Netflix 服務地區                   | 2023年4月7日全集上架   | 2023年4月7日全集上架                                          |                |
| 台湾                               | 卫视電影台                         | 2023年6月29日          | 星期四（UTC+8）20:00                                          | 有線電視       |
| 香港                               | ViuTV                              | 2024年3月16日— 3月23日 | 星期六（UTC+8） 23:00—23:30（3月16日） 23:45—00:15（3月23日） |                |

### 出版光碟
| 卷數   | 發售日期       | 收錄話數       | 規格編號   | 規格編號   | 封面人物                                      |
| 卷數   | 發售日期       | 收錄話數       | BD         | DVD        | 封面人物                                      |
| 第一季 | 第一季         | 第一季         | 第一季     | 第一季     | 第一季                                        |
| ------ | -------------- | -------------- | ---------- | ---------- | --------------------------------------------- |
| 1      | 2019年10月16日 | 第1話—第4話    | TBR-29210D | TDV-29216D | 石神千空、大木大樹、小川杠                    |
| 2      | 2019年11月20日 | 第5話—第8話    | TBR-29211D | TDV-29217D | 石神千空、獅子王司                            |
| 3      | 2019年12月18日 | 第9話—第12話   | TBR-29212D | TDV-29218D | 石神千空、阿鉻、琥珀、金狼、銀狼              |
| 4      | 2020年1月22日  | 第13話—第16話  | TBR-29213D | TDV-29219D | 石神千空、阿鉻、琉璃                          |
| 5      | 2020年2月19日  | 第17話—第20話  | TBR-29214D | TDV-29220D | 石神千空、淺霧幻、西瓜、化石                  |
| 6      | 2020年3月18日  | 第21話—第24話  | TBR-29215D | TDV-29221D | 石神千空、石神百夜                            |
| 第二季 |                |                |            |            |                                               |
| BOX    | 2021年5月26日  | 第1話—第11話   | TBR-31140D | TDV-31141D | 石神千空、獅子王司                            |
| 第三季 |                |                |            |            |                                               |
| BOX 1  | 2023年7月19日  | 第1話—第11話   | TBR-33165D | TDV-33166D | 石神千空、阿鉻、淺霧幻、 西園寺羽京、七海龍水 |
| BOX 2  | 2024年2月21日  | 第12話—第22話  | TBR-33178D | TDV-33179D | 石神千空、淺霧幻、琥珀、索育茲                |
| 第四季 |                |                |            |            |                                               |
| BOX 1  | 2025年6月18日  | 第1話 - 第12話 | TBR-35029D | TDV-35030D |                                               |

## 獎項
《Dr.STONE 新石紀》
漫畫部門
- 獲得2018年宮脇漫畫獎（ミヤコミ，Miyawaki Comic Awards）獎項[註 4][73]
- 獲得第三屆《下一部人氣漫畫大賞》漫畫部門票選第十名[74]。
- 获得2018年《下一部人氣漫畫大賞》漫畫部門票選第二名[75]。
- 获得第64回《小學館漫畫賞》少年部門得獎[76]。

動畫部門
- 獲得「dアニメストアアワード2019」最推薦動畫第二名及良好世界觀第一名[77]。
- 獲得「Crunchyroll Anime Awards（英语：Crunchyroll Anime Awards） 2020」最佳主角獎[78]。
- 獲得「第六屆 Anime Trending 動畫獎」最佳男主角獎[79]及最佳角色設計獎[80]

## 外部連結
- （日語）週刊少年JUMP官方網站 － Dr.STONE （页面存档备份，存于）
- （日語）Dr.STONE動畫官網 （页面存档备份，存于）